# Olympische Sommerspiele 2012/Teilnehmer (Deutschland)
| Gelbes Symbol für Goldmedaillen mit stilisierten Olympischen Ringen | Graues Symbol für Silbermedaillen mit stilisierten Olympischen Ringen | Braundes Symbol für Bronzemedaillen mit stilisierten Olympischen Ringen |
| ------------------------------------------------------------------- | --------------------------------------------------------------------- | ----------------------------------------------------------------------- |
| 11                                                                  | 19                                                                    | 14                                                                      |

Deutschland nahm in London an den Olympischen Spielen 2012 (27. Juli bis 12. August) teil. Es war die insgesamt 23. Teilnahme an Olympischen Sommerspielen. Vom Deutschen Olympischen Sportbund (DOSB) waren 392 Athleten in 23 Sportarten nominiert worden. Weitere 16 Sportler wurden als sogenannte Ersatzathleten mit P-Akkreditierung nominiert, sie wurden jedoch nicht im olympischen Dorf untergebracht und zählten nicht zum offiziellen Aufgebot. Der DOSB benannte die Teilnehmer in drei Nominierungsrunden. Am 31. Mai wurden zunächst 85 Athleten in elf Sportarten nominiert. In der zweiten Nominierungsrunde am 25. Juni wurden weitere 79 Athleten in sieben Sportarten nominiert. Die abschließende Nominierungsrunde fand am 4. Juli statt und umfasste 216 Athleten in zehn Sportarten. Am 7. und 8. Juli 2012 wurden die 13 qualifizierten Reitsportler benannt. Ebenfalls am 8. Juli wurden abschließend zwei Leichtathleten und zwölf Hallen-Volleyballer namentlich benannt. Bereits am 4. Juli wurden zudem 279 Betreuer benannt, die das deutsche Aufgebot nach London begleiten. Chef de Mission ist Michael Vesper.
Das deutsche Aufgebot von 392 Athleten war das kleinste seit der Wiedervereinigung, was vor allem der geringen Zahl der qualifizierten Mannschaftssportarten geschuldet war. Die Wettbewerbe im Fußball, Handball und Basketball fanden ohne deutsche Beteiligung statt, so dass in 23 der insgesamt 26 Sportarten Athleten antraten. 

## Fahnenträger
Bei der Eröffnungszeremonie trug Hockeyspielerin Natascha Keller die deutsche Fahne und führte das Feld der deutschen Athleten an; zum Fahnenträger bei der Abschlusszeremonie wurde der Schlagmann des siegreichen Deutschland-Achters, Kristof Wilke, auserkoren.

## Umstrittene Nominationen
Die Leichtathleten Ariane Friedrich, Ralf Bartels und Matthias de Zordo sowie im Bahnradsport die Verfolgerinnen Charlotte Becker, Lisa Brennauer und Madeleine Sandig wurden trotz verpasster nationaler Kriterien per Härtefallentscheid nominiert. Der Bahnsprinter Robert Förstemann profitierte von einer Regelung der UCI, die ihm einen Start im Bahnsprint ermöglichte, obwohl er im Mountainbike nominiert worden war. Im Tennis musste Andrea Petković ihre Teilnahme verletzungsbedingt absagen, es rückten für das Einzel Mona Barthel und für das Doppel Anna-Lena Grönefeld nach. Auch Philipp Kohlschreiber sagte kurzfristig seine Teilnahme ab. Philipp Petzschner, der ursprünglich nur für das Doppel und Mixed vorgesehen war, ersetzte den verletzten Kroaten Ivo Karlović. Da zu diesem Zeitpunkt keine Einzelspieler mehr nachnominiert werden konnten, rückte Petzschner als bestplatzierter Doppelspieler nach. Das Pferd Monte Bellini des Springreiters Philipp Weishaupt fiel eine Woche vor den Olympischen Spielen krankheitsbedingt aus. Für Weishaupt rückte Meredith Michaels-Beerbaum in die Mannschaft nach. Kurz vor Beginn der Spiele musste Staffelläufer Niklas Zender seine Teilnahme verletzungsbedingt absagen, für ihn rückte Benjamin Jonas nach. Für die verletzte Rhythmische Sportgymnastin Regina Sergeeva wurde Judith Hauser nachnominiert. Kontrovers verlief die Nominierung des Duos Kathrin Kadelbach und Friederike Belcher im Segeln, das sich in der mannschaftsinternen Qualifikation gegen Susann Beucke und Tina Lutz knapp durchsetzte. Das unterlegene Duo klagte gerichtlich ein, ebenfalls vom Deutschen Segler-Verband (DSV) zur Nominierung vorgeschlagen zu werden, so dass die endgültige Entscheidung beim DOSB gelegen hätte. Der Antrag wurde jedoch zurückgewiesen. Grund für die Klage war eine vermeintliche Benachteiligung bei der entscheidenden Qualifikationsregatta, der Weltmeisterschaft in Perth. Da Kadelbach und Belcher in der nationalen Wertung führten, segelten sie nicht auf Platzierung, sondern versuchten, eine gute Platzierung ihrer Kontrahentinnen zu verhindern. Dass diese Renntaktik erlaubt ist, wurde erst wenige Tage vor Beginn der WM-Regatta von der ISAF entschieden, was dem Duo Kadelbach und Belcher, nicht aber ihren Kontrahentinnen bekannt war.

## Zielvereinbarungen
Kurz vor Ende der Spiele waren die Zielvereinbarungen bekannt geworden, die der DOSB 2008 mit den Fachverbänden geschlossen hatte. Dabei ging man für 2012 von 86 Medaillen, darunter 28 Goldmedaillen aus. Zum Teil wurden diese Vorgaben wie im Schwimmen mit einer statt acht oder dem Schießen mit keiner statt fünf Medaillen klar verfehlt. Ferner waren z. B. im Handball Medaillen eingerechnet worden, obwohl sich weder das Damen- noch das Herrenteam für die Spiele qualifiziert hatten. Die Veröffentlichung der Zahlen erfolgte erst, nachdem zwei Journalisten mit einer Klage, mit der sie die Veröffentlichung erreichen wollten, vor Gericht Recht bekamen. DOSB-Präsident Thomas Bach bezeichnete die Debatte als Missverständnis einer falschen Wortwahl. Es sei nie um Zielvereinbarungen, sondern um Fördervereinbarungen gegangen. Alle Beteiligten seien sich darüber im Klaren gewesen, dass nicht jede in der Vereinbarung enthaltenen Medaillen gewonnen werden konnte und es „keine Absicht gab, China im Medaillenspiegel anzugreifen“.
Öffentlichkeit, Medien und Politik nahmen die Vereinbarungen größtenteils als illusorisch auf, was eine allgemeine Debatte über die Sportförderung in Deutschland auslöste. Diese wurde schon vor den Spielen von der Fechterin Imke Duplitzer angestoßen und im weiteren Verlauf der Spiele von diversen weiteren Sportlern, die sich wie die Olympiasieger Robert Harting und Sebastian Brendel in Deutschland weit unterfördert sahen, aufgenommen. Am Ende gewannen die deutschen Athleten eine größere Zahl Medaillen als noch vier Jahre zuvor in Peking, wo jedoch mehr Goldmedaillen errungen werden konnten.

## Medaillen

### Medaillenspiegel
| Medaillenspiegel Deutschland |                 |                              |                           |                           |        |
| Platz                        | Sportart        | Goldmedaille – Olympiasieger | Silbermedaille – 2. Platz | Bronzemedaille – 3. Platz | Gesamt |
| 1                            | Kanu            | 3                            | 2                         | 3                         | 8      |
| 2                            | Reiten          | 2                            | 1                         | 1                         | 4      |
| 3                            | Rudern          | 2                            | 1                         | -                         | 3      |
| 4                            | Leichtathletik  | 1                            | 4                         | 3                         | 8      |
| 5                            | Radsport        | 1                            | 4                         | 1                         | 6      |
| 6                            | Beachvolleyball | 1                            | -                         | -                         | 1      |
|                              | Hockey          | 1                            | -                         | -                         | 1      |
| 8                            | Gerätturnen     | -                            | 3                         | -                         | 3      |
| 9                            | Judo            | -                            | 2                         | 2                         | 4      |
| 10                           | Fechten         | -                            | 1                         | 1                         | 2      |
| 11                           | Schwimmen       | -                            | 1                         | -                         | 1      |
| 12                           | Tischtennis     | -                            | -                         | 2                         | 2      |
| 13                           | Taekwondo       | -                            | -                         | 1                         | 1      |
| Total                        | Total           | 11                           | 19                        | 14                        | 44     |

### Medaillengewinner

#### Gold
| Name | Sportart        | Wettkampf                         |
| --- | --------------- | --------------------------------- |
| Sandra Auffarth Michael Jung Ingrid Klimke Dirk Schrade Peter Thomsen | Reiten          | Vielseitigkeit Mannschaftswertung |
| Michael Jung | Reiten          | Vielseitigkeit Einzelwertung      |
| Filip Adamski Andreas Kuffner Eric Johannesen Maximilian Reinelt Richard Schmidt Lukas Müller Florian Mennigen Kristof Wilke Martin Sauer (Steuermann)                                                                                             | Rudern          | Achter Männer                     |
| Miriam Welte Kristina Vogel | Radsport        | Teamsprint Frauen                 |
| Karl Schulze Philipp Wende Lauritz Schoof Tim Grohmann | Rudern          | Doppelvierer Männer               |
| Robert Harting | Leichtathletik  | Diskuswurf                        |
| Sebastian Brendel | Kanu            | Einer-Canadier 1000 m Männer      |
| Peter Kretschmer Kurt Kuschela | Kanu            | Zweier-Canadier 1000 m Männer     |
| Franziska Weber Tina Dietze | Kanu            | Zweier-Kajak 500 m Frauen         |
| Julius Brink Jonas Reckermann | Beachvolleyball | Männer                            |
| Max Weinhold Oskar Deecke Florian Fuchs Moritz Fürste Martin Häner Tobias Hauke Oliver Korn Maximilian Müller Jan-Philipp Rabente Thilo Stralkowski Christopher Wesley Benjamin Wess Timo Wess Matthias Witthaus Christopher Zeller Philipp Zeller | Hockey          | Hockey Herren                     |

#### Silber
| Name                                                                 | Sportart       | Wettkampf                        |
| -------------------------------------------------------------------- | -------------- | -------------------------------- |
| Britta Heidemann                                                     | Fechten        | Degen Einzel Frauen              |
| Sideris Tasiadis                                                     | Kanu           | Einer-Canadier Slalom Männer     |
| Ole Bischof                                                          | Judo           | Klasse bis 81 kg Männer          |
| Julia Richter Carina Bär Annekatrin Thiele Britta Oppelt             | Rudern         | Doppelvierer Frauen              |
| Judith Arndt                                                         | Radsport       | Einzelzeitfahren Straße Frauen   |
| Tony Martin                                                          | Radsport       | Einzelzeitfahren Straße Männer   |
| Kerstin Thiele                                                       | Judo           | Mittelgewicht (bis 70 kg) Frauen |
| Marcel Nguyen                                                        | Gerätturnen    | Mehrkampf Einzel Männer          |
| David Storl                                                          | Leichtathletik | Kugelstoßen Männer               |
| Lilli Schwarzkopf                                                    | Leichtathletik | Siebenkampf                      |
| Marcel Nguyen                                                        | Gerätturnen    | Barren Einzel Männer             |
| Fabian Hambüchen                                                     | Gerätturnen    | Reck Einzel Männer               |
| Dorothee Schneider Kristina Sprehe Helen Langehanenberg              | Reiten         | Dressur Mannschaftswertung       |
| Maximilian Levy                                                      | Radsport       | Keirin Männer                    |
| Tina Dietze Carolin Leonhardt Franziska Weber Katrin Wagner-Augustin | Kanu           | Vierer-Kajak 500 m Frauen        |
| Christina Obergföll                                                  | Leichtathletik | Speerwurf Frauen                 |
| Thomas Lurz                                                          | Schwimmen      | 10 km Marathon Männer            |
| Björn Otto                                                           | Leichtathletik | Stabhochsprung Männer            |
| Sabine Spitz                                                         | Radsport       | Mountainbike Frauen              |

#### Bronze
| Name                                                             | Sportart       | Wettkampf                             |
| ---------------------------------------------------------------- | -------------- | ------------------------------------- |
| Sandra Auffarth                                                  | Reiten         | Vielseitigkeit Einzelwertung          |
| Hannes Aigner                                                    | Kanu           | Einer-Kajak Slalom Männer             |
| Dimitrij Ovtcharov                                               | Tischtennis    | Einzel Männer                         |
| Dimitri Peters                                                   | Judo           | Halbschwergewicht (bis 100 kg) Männer |
| Maximilian Levy René Enders Robert Förstemann                    | Radsport       | Teamsprint Männer                     |
| Andreas Tölzer                                                   | Judo           | Schwergewicht (über 100 kg) Männer    |
| Peter Joppich Benjamin Kleibrink Sebastian Bachmann André Weßels | Fechten        | Florett Mannschaft Männer             |
| Max Hoff                                                         | Kanu           | Einer-Kajak 1000 m Männer             |
| Martin Hollstein Andreas Ihle                                    | Kanu           | Zweier-Kajak 1000 m Männer            |
| Timo Boll Dimitrij Ovtcharov Bastian Steger                      | Tischtennis    | Mannschaft Männer                     |
| Linda Stahl                                                      | Leichtathletik | Speerwurf Frauen                      |
| Raphael Holzdeppe                                                | Leichtathletik | Stabhochsprung Männer                 |
| Betty Heidler                                                    | Leichtathletik | Hammerwurf Frauen                     |
| Helena Fromm                                                     | Taekwondo      | Klasse bis 67 kg Frauen               |

### Erfolgsprämien
Für die erfolgreichsten Sportler wurden durch die Stiftung Deutsche Sporthilfe – wie auch bereits in den vorangegangenen Spielen – Prämien für die Platzierten bis Rang acht ausgelobt: 15.000 Euro für den Gewinn einer Goldmedaille, 10.000 für Silber, 7.500 für Bronze, 4. Rang 4.000, 5. Rang 3.000, 6. Rang 2.500, 7. Rang 2.000, 8. Rang 1.500. Damit blieben die Prämien seit Sydney 2000 unverändert. Insgesamt schüttete die Stiftung über 1,25 Millionen Euro an erfolgreiche Athleten aus.

## Teilnehmer nach Sportarten
Als geistliche Vorbereitung und seelsorgerische Begleitung für alle deutschen Sportler reisten die Pfarrer Hans-Gerd Schütt und Thomas Weber mit.

### Badminton
| Athleten                            | Wettbewerb | Gruppenphase                          | Gruppenphase                               | Gruppenphase | Gruppenphase | Achtelfinale  | Achtelfinale             | Viertelfinale      | Viertelfinale     | Halbfinale    | Halbfinale    | Finale        | Finale        | Rang |
| Athleten                            | Wettbewerb | Gegner                                | Ergebnis                                   | Punkte       | Rang         | Gegner        | Ergebnis                 | Gegner             | Ergebnis          | Gegner        | Ergebnis      | Gegner        | Ergebnis      | Rang |
| ----------------------------------- | ---------- | ------------------------------------- | ------------------------------------------ | ------------ | ------------ | ------------- | ------------------------ | ------------------ | ----------------- | ------------- | ------------- | ------------- | ------------- | ---- |
| Frauen                              |            |                                       |                                            |              |              |               |                          |                    |                   |               |               |               |               |      |
| Juliane Schenk                      | Einzel     | K. Gavnholt L. Griga                  | 2:0 (21:18, 21:14) 2:0 (21:12, 21:14)      | 4:0 (84:58)  | 1            | R. Intanon    | 0:2 (16:21, 15:21)       | ausgeschieden      | ausgeschieden     | ausgeschieden | ausgeschieden | ausgeschieden | ausgeschieden | 9    |
| Männer                              |            |                                       |                                            |              |              |               |                          |                    |                   |               |               |               |               |      |
| Marc Zwiebler                       | Einzel     | M. A. Rasheed D. Zavadsky             | 2:0 (21:9, 21:9) 2:1 (17:21, 21:10, 21:16) | 4:1 (101:65) | 1            | Chen J.       | 1:2 (21:19, 12:21, 9:21) | ausgeschieden      | ausgeschieden     | ausgeschieden | ausgeschieden | ausgeschieden | ausgeschieden | 9    |
| Ingo Kindervater Johannes Schöttler | Doppel     | Cai Y. Fu H. R. J. Smith G. Warfe     | 0:2 (20:22, 16:21) 2:0 (21:13, 21:14)      | 2:2 (78:68)  | 3            | ausgeschieden | ausgeschieden            | ausgeschieden      | ausgeschieden     | ausgeschieden | ausgeschieden | ausgeschieden | ausgeschieden | 9    |
| Mixed                               |            |                                       |                                            |              |              |               |                          |                    |                   |               |               |               |               |      |
| Birgit Michels Michael Fuchs        | Doppel     | Zhang N. Zhao Y. C. Adcock I. Bankier | 0:2 (6:21, 7:21) 2:1 (21:18, 12:21, 21:19) | 2:3 (67:100) | 2            | –             | –                        | T. Ahmad L. Natsir | 0:2 (15:21, 9:21) | ausgeschieden | ausgeschieden | ausgeschieden | ausgeschieden | 5    |

### Beachvolleyball
| Athleten                      | Gruppenphase                                                           | Gruppenphase                                                          | Gruppenphase              | Gruppenphase              | Achtelfinale             | Achtelfinale       | Viertelfinale      | Viertelfinale      | Halbfinale             | Halbfinale         | Finale             | Finale                    | Rang |
| Athleten                      | Gegner                                                                 | Ergebnis                                                              | Punkte                    | Rang                      | Gegner                   | Ergebnis           | Gegner             | Ergebnis           | Gegner                 | Ergebnis           | Gegner             | Ergebnis                  | Rang |
| ----------------------------- | ---------------------------------------------------------------------- | --------------------------------------------------------------------- | ------------------------- | ------------------------- | ------------------------ | ------------------ | ------------------ | ------------------ | ---------------------- | ------------------ | ------------------ | ------------------------- | ---- |
| Frauen                        |                                                                        |                                                                       |                           |                           |                          |                    |                    |                    |                        |                    |                    |                           |      |
| Sara Goller Laura Ludwig      | B. Palmer/L. Bawden T. Antunes/M. Antonelli M. Meppelink/Van Gestel    | 2:1 (21:18, 19:21, 15:8) 1:2 (19:21, 31:29, 13:15) 2:0 (21:18, 21:14) | 5                         | 2                         | K. Holtwick I. Semmler   | 2:0 (21:16, 21:15) | J. Silva L. Franca | 0:2 (10:21, 19:21) | ausgeschieden          | ausgeschieden      | ausgeschieden      | ausgeschieden             | 5    |
| Katrin Holtwick Ilka Semmler  | L. Háječková/H. Klapalová L. França/J. Silva E. Li Yuk Lo/N. Rigobert  | 2:0 (21:16 21:18) 0:2 (18:21, 13:21) 2:0 (21:11, 21:10)               | 5                         | 2                         | S. Goller L. Ludwig      | 0:2 (16:21, 15:21) | ausgeschieden      | ausgeschieden      | ausgeschieden          | ausgeschieden      | ausgeschieden      | ausgeschieden             | 9    |
| Männer                        |                                                                        |                                                                       |                           |                           |                          |                    |                    |                    |                        |                    |                    |                           |      |
| Julius Brink Jonas Reckermann | S. Prokopjew/K. Semjonow Wu P./Xu L. S. Heyer/S. Chevallier            | 2:0 (21:19, 21:17) 2:1 (13:21, 21:19, 15:8) 2:0 (21:14, 21:16)        | 6                         | 1                         | A. Samoilovs R. Sorokins | 2:0 (21:12, 21:17) | R. Santos P. Cunha | 2:0 (21:15, 21:19) | R. Nummerdor R. Schuil | 2:0 (21:14, 21:16) | A. Cerutti E. Rego | 2:1 (23:21, 16:21, 16:14) | Gold |
| Jonathan Erdmann Kay Matysik  | M. Pļaviņš/J. Šmēdiņš R. Nummerdor/R. Schuil I. Hernandez/J. Villafañe | 1:2 (21:19, 21:23, 9:15) 0:2 (9:21, 16:21) 2:1 (20:22, 21:16, 15:11)  | 4                         | 3*                        | A. Cerutti E. Rego       | 0:2 (16:21, 14:21) | ausgeschieden      | ausgeschieden      | ausgeschieden          | ausgeschieden      | ausgeschieden      | ausgeschieden             | 9    |
| Jonathan Erdmann Kay Matysik  | Lucky-Loser-Runde: P. Benes/P. Kubala                                  | 2:1 (15:21, 21:19, 15:13)                                             | 2:1 (15:21, 21:19, 15:13) | 2:1 (15:21, 21:19, 15:13) | A. Cerutti E. Rego       | 0:2 (16:21, 14:21) | ausgeschieden      | ausgeschieden      | ausgeschieden          | ausgeschieden      | ausgeschieden      | ausgeschieden             | 9    |

### Bogenschießen
| Athleten      | Wettbewerb | Qualifikation | Qualifikation | 1. Runde   | 1. Runde | 2. Runde      | 2. Runde      | Achtelfinale  | Achtelfinale  | Viertelfinale | Viertelfinale | Halbfinale    | Halbfinale    | Finale        | Finale        | Rang |
| Athleten      | Wettbewerb | Ringe         | Rang          | Gegner     | Ergebnis | Gegner        | Ergebnis      | Gegner        | Ergebnis      | Gegner        | Ergebnis      | Gegner        | Ergebnis      | Gegner        | Ergebnis      | Rang |
| ------------- | ---------- | ------------- | ------------- | ---------- | -------- | ------------- | ------------- | ------------- | ------------- | ------------- | ------------- | ------------- | ------------- | ------------- | ------------- | ---- |
| Frauen        |            |               |               |            |          |               |               |               |               |               |               |               |               |               |               |      |
| Elena Richter | Einzel     | 645           | 30            | Maja Jager | 6:5      | Tan Ya-ting   | 2:6           | ausgeschieden | ausgeschieden | ausgeschieden | ausgeschieden | ausgeschieden | ausgeschieden | ausgeschieden | ausgeschieden | 17   |
| Männer        |            |               |               |            |          |               |               |               |               |               |               |               |               |               |               |      |
| Camilo Mayr   | Einzel     | 653           | 52            | Xu Ying    | 0:6      | ausgeschieden | ausgeschieden | ausgeschieden | ausgeschieden | ausgeschieden | ausgeschieden | ausgeschieden | ausgeschieden | ausgeschieden | ausgeschieden | 33   |

### Boxen
| Athleten         | Wettbewerb                    | 1. Runde                    | 1. Runde              | Achtelfinale         | Achtelfinale          | Viertelfinale | Viertelfinale         | Halbfinale    | Halbfinale    | Finale        | Finale        | Rang |
| Athleten         | Wettbewerb                    | Gegner                      | Ergebnis              | Gegner               | Ergebnis              | Gegner        | Ergebnis              | Gegner        | Ergebnis      | Gegner        | Ergebnis      | Rang |
| ---------------- | ----------------------------- | --------------------------- | --------------------- | -------------------- | --------------------- | ------------- | --------------------- | ------------- | ------------- | ------------- | ------------- | ---- |
| Männer           |                               |                             |                       |                      |                       |               |                       |               |               |               |               |      |
| Patrick Wojcicki | Weltergewicht bis 69 kg       | Alexis Vastine              | 12:16 (4:6, 4:4, 4:6) | ausgeschieden        | ausgeschieden         | ausgeschieden | ausgeschieden         | ausgeschieden | ausgeschieden | ausgeschieden | ausgeschieden | –    |
| Stefan Härtel    | Mittelgewicht bis 75 kg       | Enrique Collazzo            | 18:10 (6:4, 5:4, 7:2) | Darren O’Neill       | 19:12 (6:4, 8:4, 5:4) | Anthony Ogogo | 10:15 (2:5, 4:5, 4:5) | ausgeschieden | ausgeschieden | ausgeschieden | ausgeschieden | 5    |
| Enrico Kölling   | Halbschwergewicht bis 81 kg   | Christian Donfack Adjoufack | 15:6 (3:2, 6:2, 6:2)  | Abdelhafid Benchabla | 9:12 (2:3, 3:3, 4:6)  | ausgeschieden | ausgeschieden         | ausgeschieden | ausgeschieden | ausgeschieden | ausgeschieden | 9    |
| Erik Pfeifer     | Superschwergewicht über 91 kg | Iwan Dytschko               | 4:14 (1:4, 1:5, 2:5)  | –                    | –                     | ausgeschieden | ausgeschieden         | ausgeschieden | ausgeschieden | ausgeschieden | ausgeschieden | 9    |

### Fechten
| Athleten                                                                  | Wettbewerb         | 1. Runde       | 1. Runde | 2. Runde           | 2. Runde      | Achtelfinale    | Achtelfinale  | Viertelfinale    | Viertelfinale | Halbfinale/Klassifikation | Halbfinale/Klassifikation | Finale/Platzierung | Finale/Platzierung     | Rang   |
| Athleten                                                                  | Wettbewerb         | Gegner         | Ergebnis | Gegner             | Ergebnis      | Gegner          | Ergebnis      | Gegner           | Ergebnis      | Gegner                    | Ergebnis                  | Gegner             | Ergebnis               | Rang   |
| ------------------------------------------------------------------------- | ------------------ | -------------- | -------- | ------------------ | ------------- | --------------- | ------------- | ---------------- | ------------- | ------------------------- | ------------------------- | ------------------ | ---------------------- | ------ |
| Frauen                                                                    |                    |                |          |                    |               |                 |               |                  |               |                           |                           |                    |                        |        |
| Monika Sozanska                                                           | Degen Einzel       | Freilos        | Freilos  | Wioletta Kolobowa  | 15:14         | Shin A-Lam      | 9:14          | ausgeschieden    | ausgeschieden | ausgeschieden             | ausgeschieden             | ausgeschieden      | ausgeschieden          | 10     |
| Britta Heidemann                                                          | Degen Einzel       | Freilos        | Freilos  | B. Del Carretto    | 14:13 (n. V.) | Li Na           | 14:13         | Sarra Besbes     | 15:12         | Shin A-Lam                | 6:5 (n. V.)               | Jana Schemjakina   | 8:9 (n. V.)            | Silber |
| Imke Duplitzer                                                            | Degen Einzel       | María Martínez | 15:10    | Sun Yujie          | 10:15         | ausgeschieden   | ausgeschieden | ausgeschieden    | ausgeschieden | ausgeschieden             | ausgeschieden             | ausgeschieden      | ausgeschieden          | 29     |
| Monika Sozanska Britta Heidemann Imke Duplitzer Ricarda Multerer (Ersatz) | Degen Mannschaft   | –              | –        | –                  | –             | –               | –             | China            | 42:45         | Ukraine                   | 45:36                     | Rumänien           | 45:35                  | 5      |
| Carolin Golubytskyi                                                       | Florett Einzel     | Freilos        | Freilos  | S. v. Erven Garcia | 14:9          | E. Di Francisca | 9:15          | ausgeschieden    | ausgeschieden | ausgeschieden             | ausgeschieden             | ausgeschieden      | ausgeschieden          | 12     |
| Alexandra Bujdosó                                                         | Säbel Einzel       | Səbinə Mikina  | 13:15    | –                  | –             | ausgeschieden   | ausgeschieden | ausgeschieden    | ausgeschieden | ausgeschieden             | ausgeschieden             | ausgeschieden      | ausgeschieden          | 20     |
| Männer                                                                    |                    |                |          |                    |               |                 |               |                  |               |                           |                           |                    |                        |        |
| Jörg Fiedler                                                              | Degen Einzel       | S. Thompson    | 15:4     | –                  | –             | B. Verwijlen    | 15:8          | Jung Jin-sun     | 11:15         | ausgeschieden             | ausgeschieden             | ausgeschieden      | ausgeschieden          | 8      |
| Peter Joppich                                                             | Florett Einzel     | Freilos        | Freilos  | J.-A. Davis        | 15:10         | A. Abouelkassem | 10:15         | ausgeschieden    | ausgeschieden | ausgeschieden             | ausgeschieden             | ausgeschieden      | ausgeschieden          | 11     |
| Benjamin Kleibrink                                                        | Florett Einzel     | Freilos        | Freilos  | Yūki Ōta           | 5:15          | ausgeschieden   | ausgeschieden | ausgeschieden    | ausgeschieden | ausgeschieden             | ausgeschieden             | ausgeschieden      | ausgeschieden          | 18     |
| Sebastian Bachmann                                                        | Florett Einzel     | Freilos        | Freilos  | Renal Ganejew      | 15:9          | V. Aspromonte   | 11:15         | ausgeschieden    | ausgeschieden | ausgeschieden             | ausgeschieden             | ausgeschieden      | ausgeschieden          | 15     |
| Peter Joppich Benjamin Kleibrink Sebastian Bachmann André Weßels          | Florett Mannschaft | –              | –        | –                  | –             | –               | –             | Russland         | 44:40         | Japan                     | 40:41                     | USA                | Kampf um Platz 3 45:27 | Bronze |
| Nicolas Limbach                                                           | Säbel Einzel       | Freilos        | Freilos  | Adam Skrodzki      | 15:8          | Benedikt Wagner | 15:7          | Nikolai Kowaljow | 12:15         | ausgeschieden             | ausgeschieden             | ausgeschieden      | ausgeschieden          | 5      |
| Benedikt Wagner                                                           | Säbel Einzel       | Freilos        | Freilos  | Renzo Agresta      | 15:6          | Nicolas Limbach | 7:15          | ausgeschieden    | ausgeschieden | ausgeschieden             | ausgeschieden             | ausgeschieden      | ausgeschieden          | 14     |
| Max Hartung                                                               | Säbel Einzel       | Freilos        | Freilos  | Luigi Tarantino    | 15:14         | Gu Bon-gil      | 15:14         | Áron Szilágyi    | 13:15         | ausgeschieden             | ausgeschieden             | ausgeschieden      | ausgeschieden          | 7      |
| Nicolas Limbach Benedikt Wagner Max Hartung Björn Hübner (Ersatz)         | Säbel Mannschaft   | –              | –        | –                  | –             | –               | –             | Südkorea         | 38:45         | Weißrussland              | 45:40                     | China              | 45:35                  | 5      |

### Hockey
| Wettbewerb        | Damen | Herren |
| ----------------- | --- | --- |
| Athleten          | Yvonne Frank Anke Brockmann Lisa Hahn Kristina Hillmann Mandy Haase Nina Hasselmann Natascha Keller Marie Mävers Julia Müller Janne Müller-Wieland Katharina Otte Jennifer Plass Fanny Rinne Christina Schütze Maike Stöckel Celine Wilde Kristina Reynolds (Ersatz) Jana Teschke (Ersatz) | Max Weinhold Oskar Deecke Florian Fuchs Moritz Fürste Martin Häner Tobias Hauke Oliver Korn Maximilian Müller Jan Philipp Rabente Thilo Stralkowski Christopher Wesley Benjamin Wess Timo Wess Matthias Witthaus Christopher Zeller Philipp Zeller Nicolas Jacobi (Ersatz) Linus Butt (Ersatz) |
| Trainer           | Michael Behrmann | Markus Weise |
| Gruppenphase      | USA 2:1 (2:0) Australien 1:3 (1:1) Südafrika 2:0 (1:0) Argentinien 1:3 (0:2) Neuseeland 0:0 | Belgien 2:1 (1:1) Südkorea 1:0 (1:0) Indien 5:2 (4:1) Niederlande 1:3 (1:1) Neuseeland 5:5 (2:4) |
| Platzierungsspiel | Spiel um Platz 7: Südkorea 4:1 (2:1) | – |
| Halbfinale        | ausgeschieden | Australien 4:2 (1:1) |
| Finale            | ausgeschieden | Niederlande 2:1 (1:0) |
| Platzierung       | 7 | Gold |

### Gewichtheben
| Athleten         | Wettbewerb         | Reißen  | Reißen | Stoßen                 | Stoßen                 | Zweikampf              | Zweikampf              | Rang                   |
| Athleten         | Wettbewerb         | Gewicht | Rang   | Gewicht                | Rang                   | Gewicht                | Rang                   | Rang                   |
| ---------------- | ------------------ | ------- | ------ | ---------------------- | ---------------------- | ---------------------- | ---------------------- | ---------------------- |
| Frauen           |                    |         |        |                        |                        |                        |                        |                        |
| Julia Rohde      | Klasse bis 53 kg   | 85 kg   | 9      | 108 kg                 | 10                     | 193 kg                 | 11                     | 11                     |
| Christin Ulrich  | Klasse bis 58 kg   | 93 kg   | 13     | 114 kg                 | 13                     | 207 kg                 | 13                     | 13                     |
| Männer           |                    |         |        |                        |                        |                        |                        |                        |
| Jürgen Spieß     | Klasse bis 105 kg  | 172 kg  | 11     | 202 kg                 | 9                      | 374 kg                 | 9                      | 9                      |
| Matthias Steiner | Klasse über 105 kg | 192 kg  | 8      | verletzt ausgeschieden | verletzt ausgeschieden | verletzt ausgeschieden | verletzt ausgeschieden | verletzt ausgeschieden |
| Almir Velagic    | Klasse über 105 kg | 192 kg  | 7      | 234 kg                 | 7                      | 426 kg                 | 8                      | 8                      |

### Judo
| Athleten           | Wettbewerb         | 1. Runde          | 1. Runde  | Achtelfinale  | Achtelfinale  | Viertelfinale  | Viertelfinale | Hoffnungsrunde Halbfinale | Hoffnungsrunde Halbfinale | Halbfinale     | Halbfinale    | Hoffnungsrunde Finale | Hoffnungsrunde Finale | Finale        | Finale        | Rang   |
| Athleten           | Wettbewerb         | Gegner            | Ergebnis  | Gegner        | Ergebnis      | Gegner         | Ergebnis      | Gegner                    | Ergebnis                  | Gegner         | Ergebnis      | Gegner                | Ergebnis              | Gegner        | Ergebnis      | Rang   |
| ------------------ | ------------------ | ----------------- | --------- | ------------- | ------------- | -------------- | ------------- | ------------------------- | ------------------------- | -------------- | ------------- | --------------------- | --------------------- | ------------- | ------------- | ------ |
| Frauen             |                    |                   |           |               |               |                |               |                           |                           |                |               |                       |                       |               |               |        |
| Romy Tarangul      | Klasse bis 52 kg   | N. Kusjutina      | 011-000   | R. Forciniti  | 002-001       | ausgeschieden  | ausgeschieden | ausgeschieden             | ausgeschieden             | ausgeschieden  | ausgeschieden | ausgeschieden         | ausgeschieden         | ausgeschieden | ausgeschieden | 9      |
| Miryam Roper       | Klasse bis 57 kg   | R. Silva          | 002-021   | ausgeschieden | ausgeschieden | ausgeschieden  | ausgeschieden | ausgeschieden             | ausgeschieden             | ausgeschieden  | ausgeschieden | ausgeschieden         | ausgeschieden         | ausgeschieden | ausgeschieden | 17     |
| Claudia Malzahn    | Klasse bis 63 kg   | U. Zolnir         | 000-110   | ausgeschieden | ausgeschieden | ausgeschieden  | ausgeschieden | ausgeschieden             | ausgeschieden             | ausgeschieden  | ausgeschieden | ausgeschieden         | ausgeschieden         | ausgeschieden | ausgeschieden | 17     |
| Kerstin Thiele     | Klasse bis 70 kg   | M. De Villiers    | 001-000   | A. Mészáros   | 001-001       | E. Bosch       | 010-000       | –                         | –                         | Fei Chen       | 000-000       | –                     | –                     | L. Décosse    | 000-012       | Silber |
| Heide Wollert      | Klasse bis 78 kg   | Freilos           | Freilos   | D. Pogorzelec | 000-020       | ausgeschieden  | ausgeschieden | ausgeschieden             | ausgeschieden             | ausgeschieden  | ausgeschieden | ausgeschieden         | ausgeschieden         | ausgeschieden | ausgeschieden | 9      |
| Männer             |                    |                   |           |               |               |                |               |                           |                           |                |               |                       |                       |               |               |        |
| Tobias Englmaier   | Klasse bis 60 kg   | H. Dawtjan        | 0002-1011 | ausgeschieden | ausgeschieden | ausgeschieden  | ausgeschieden | ausgeschieden             | ausgeschieden             | ausgeschieden  | ausgeschieden | ausgeschieden         | ausgeschieden         | ausgeschieden | ausgeschieden | 33     |
| Christopher Völk   | Klasse bis 73 kg   | Njam-Otschir      | 0101-0113 | ausgeschieden | ausgeschieden | ausgeschieden  | ausgeschieden | ausgeschieden             | ausgeschieden             | ausgeschieden  | ausgeschieden | ausgeschieden         | ausgeschieden         | ausgeschieden | ausgeschieden | 17     |
| Ole Bischof        | Klasse bis 81 kg   | A. Ciano          | 0101-0001 | I. Bosbajew   | 1011 - 0012   | Takahiro Nakai | 101-000       | –                         | –                         | Travis Stevens | 000-000       | –                     | –                     | Kim Jae-Bum   | 000-002       | Silber |
| Christophe Lambert | Klasse bis 90 kg   | E. Məmmədov       | 000-011   | ausgeschieden | ausgeschieden | ausgeschieden  | ausgeschieden | ausgeschieden             | ausgeschieden             | ausgeschieden  | ausgeschieden | ausgeschieden         | ausgeschieden         | ausgeschieden | ausgeschieden | 17     |
| Dimitri Peters     | Klasse bis 100 kg  | A. Zeevi          | 0100-0000 | J. Borodavko  | 011-000       | H. Grol        | 010-000       | –                         | –                         | T. Khaibulaev  | 000-000       | –                     | –                     | R. Sayidov    | 020-001       | Bronze |
| Andreas Tölzer     | Klasse über 100 kg | Adam Okruaschwili | 0201-0003 | V. Simionescu | 1001 - 0004   | B. Bor         | 0011-0002     | –                         | –                         | A. Michailin   | 0002-0011     | –                     | –                     | M. Ihar       | 1000-0001     | Bronze |

### Kanu

#### Kanurennsport
| Athleten                                                             | Wettbewerb | Vorlauf      | Vorlauf | Halbfinale   | Halbfinale | Finale       | Finale | Rang   |
| Athleten                                                             | Wettbewerb | Zeit         | Rang    | Zeit         | Rang       | Zeit         | Rang   | Rang   |
| -------------------------------------------------------------------- | ---------- | ------------ | ------- | ------------ | ---------- | ------------ | ------ | ------ |
| Frauen                                                               |            |              |         |              |            |              |        |        |
| Silke Hörmann                                                        | K-1 200 m  | 42,697 s     | 14      | 42,005 s     | 16         | 45,686 s     | 15     | 15     |
| Katrin Wagner-Augustin                                               | K-1 500 m  | 1:53,438 min | 9       | 1:53,241 min | 11         | 1:52,402 min | 1      | 9      |
| Tina Dietze Franziska Weber                                          | K-2 500 m  | 1:44,195 min | 2       | 1:41,543 min | 1          | 1:42,213 min | 1      | Gold   |
| Tina Dietze Carolin Leonhardt Franziska Weber Katrin Wagner-Augustin | K-4 500 m  | 1:31,633 min | 1       | –            | –          | 1:31,298 min | 2      | Silber |
| Männer                                                               |            |              |         |              |            |              |        |        |
| Ronald Rauhe                                                         | K-1 200 m  | 36,817 s     | 12      | 36,183 s     | 7          | 37,553 s     | 8      | 8      |
| Ronald Rauhe Jonas Ems                                               | K-2 200 m  | 32,905 s     | 3       | 32,662 s     | 3          | 35,405 s     | 8      | 8      |
| Sebastian Brendel                                                    | C-1 200 m  | 41,511 s     | 8       | 42,161 s     | 11         | 47,295 s     | 16     | 16     |
| Max Hoff                                                             | K-1 1000 m | 3:30,709 min | 5       | 3:29,294 min | 2          | 3:27,759 min | 3      | Bronze |
| Martin Hollstein Andreas Ihle                                        | K-2 1000 m | 3:15,263 min | 3       | –            | –          | 3:10,117 min | 3      | Bronze |
| Norman Bröckl Marcus Groß Max Hoff Tim Wieskötter                    | K-4 1000 m | 2:56,987 min | 4       | 2:53,575 min | 2          | 2:56,172 min | 4      | 4      |
| Sebastian Brendel                                                    | C-1 1000 m | 3:56,469 min | 7       | 3:52,122 min | 2          | 3:47,176 min | 1      | Gold   |
| Peter Kretschmer Kurt Kuschela                                       | C-2 1000 m | 3:34,435 min | 1       | –            | –          | 3:33,804 min | 1      | Gold   |

#### Kanuslalom
| Athleten                   | Wettbewerb | Vorlauf  | Vorlauf | Halbfinale    | Halbfinale    | Finale        | Finale        | Rang   |
| Athleten                   | Wettbewerb | Zeit     | Rang    | Zeit          | Rang          | Zeit          | Rang          | Rang   |
| -------------------------- | ---------- | -------- | ------- | ------------- | ------------- | ------------- | ------------- | ------ |
| Frauen                     |            |          |         |               |               |               |               |        |
| Jasmin Schornberg          | K-1        | 102,14 s | 8       | 112,25 s      | 7             | 110,97 s      | 5             | 5      |
| Männer                     |            |          |         |               |               |               |               |        |
| Hannes Aigner              | K-1        | 83,49 s  | 1       | 97,60 s       | 4             | 94,92 s       | 3             | Bronze |
| Sideris Tasiadis           | C-1        | 92,83 s  | 4       | 98,94 s       | 1             | 98,09 s       | 2             | Silber |
| David Schröder Frank Henze | C-2        | 107,50 s | 11      | ausgeschieden | ausgeschieden | ausgeschieden | ausgeschieden | 11     |

### Leichtathletik
Robert Harting gewann die erste Goldmedaille in der Leichtathletik für eine deutsche Mannschaft seit zwölf Jahren.
 Laufen und Gehen 
| Athleten                                                                                   | Wettbewerb        | Runde 1      | Runde 1 | Halbfinale    | Halbfinale    | Finale        | Finale        | Rang       |
| Athleten                                                                                   | Wettbewerb        | Zeit         | Rang    | Zeit          | Rang          | Zeit          | Rang          | Rang       |
| ------------------------------------------------------------------------------------------ | ----------------- | ------------ | ------- | ------------- | ------------- | ------------- | ------------- | ---------- |
| Frauen                                                                                     |                   |              |         |               |               |               |               |            |
| Tatjana Pinto                                                                              | 100 m             | 11,39 s      | 31      | ausgeschieden | ausgeschieden | ausgeschieden | ausgeschieden | 31         |
| Verena Sailer                                                                              | 100 m             | 11,12 s      | 15      | 11,25 s       | 15            | ausgeschieden | ausgeschieden | 15         |
| Corinna Harrer                                                                             | 1500 m            | 4:07,83 min  | 17      | 4:05,70 min   | 17            | ausgeschieden | ausgeschieden | 17         |
| Sabrina Mockenhaupt                                                                        | 10.000 m          | –            | –       | –             | –             | 31:50,35 min  | 17            | 17         |
| Irina Mikitenko                                                                            | Marathon          | –            | –       | –             | –             | 2:26:44 h     | 14            | 14         |
| Susanne Hahn                                                                               | Marathon          | –            | –       | –             | –             | 2:30:22 h     | 30            | 30         |
| Carolin Nytra                                                                              | 100 m Hürden      | 13,30 s      | 26      | 13,31 s       | 21            | ausgeschieden | ausgeschieden | 21         |
| Cindy Roleder                                                                              | 100 m Hürden      | 13,06 s      | 18      | 13,02 s       | 18            | ausgeschieden | ausgeschieden | 18         |
| Gesa Felicitas Krause                                                                      | 3000 m Hindernis  | 9:24,91 min  | 2       | –             | –             | 9:23,52 min   | 8             | 8          |
| Antje Möldner-Schmidt                                                                      | 3000 m Hindernis  | 9:26,57 min  | 7       | –             | –             | 9:21,78 min   | 7             | 7          |
| Anne Cibis Leena Günther Yasmin Kwadwo* Tatjana Pinto Verena Sailer Marion Wagner*         | 4 × 100-m-Staffel | 42,69 s      | 7       | –             | –             | 42,67 s       | 5             | 5          |
| Christiane Klopsch* Fabienne Kohlmann Janin Lindenberg Maral Feizbakhsh Esther Cremer      | 4 × 400-m-Staffel | 3:31,06 min  | 14      | –             | –             | ausgeschieden | ausgeschieden | 14         |
| Sabine Krantz                                                                              | 20 km Gehen       | –            | –       | –             | –             | aufgegeben    | aufgegeben    | aufgegeben |
| Melanie Seeger                                                                             | 20 km Gehen       | –            | –       | –             | –             | 1:30:44 h     | 19            | 19         |
| Männer                                                                                     |                   |              |         |               |               |               |               |            |
| Sören Ludolph                                                                              | 800 m             | 1:48,57 min  | 39      | ausgeschieden | ausgeschieden | ausgeschieden | ausgeschieden | 39         |
| Carsten Schlangen                                                                          | 1500 m            | 3:41,51 min  | 26      | 3:38,23 min   | 11            | ausgeschieden | ausgeschieden | 16         |
| Arne Gabius                                                                                | 5000 m            | 13:28,01 min | 20      | –             | –             | ausgeschieden | ausgeschieden | 20         |
| Steffen Uliczka                                                                            | 3000 m Hindernis  | 8:41,08 min  | 33      | –             | –             | ausgeschieden | ausgeschieden | 33         |
| Erik Balnuweit                                                                             | 110 m Hürden      | 13,77 s      | 36      | ausgeschieden | ausgeschieden | ausgeschieden | ausgeschieden | 36         |
| Matthias Bühler                                                                            | 110 m Hürden      | 13,68 s      | 30      | ausgeschieden | ausgeschieden | ausgeschieden | ausgeschieden | 30         |
| Alexander John                                                                             | 110 m Hürden      | 13,67 s      | 28      | ausgeschieden | ausgeschieden | ausgeschieden | ausgeschieden | 28         |
| Silvio Schirrmeister                                                                       | 400 m Hürden      | 50,21 s      | 30      | ausgeschieden | ausgeschieden | ausgeschieden | ausgeschieden | 30         |
| Lucas Jakubczyk Martin Keller* Sven Knipphals* Alexander Kosenkow Julian Reus Tobias Unger | 4 × 100-m-Staffel | 38,37 s      | 11      | –             | –             | ausgeschieden | ausgeschieden | 11         |
| Eric Krüger Jonas Plass Thomas Schneider Benjamin Jonas* Kamghe Gaba                       | 4 × 400-m-Staffel | 3:03,50 min  | 10      | –             | –             | ausgeschieden | ausgeschieden | 10         |
| André Höhne                                                                                | 20 km Gehen       | –            | –       | –             | –             | 1:22:02 h     | 21            | 21         |
| André Höhne                                                                                | 50 km Gehen       | –            | –       | –             | –             | 3:44:26 h     | 11            | 11         |
| Christopher Linke                                                                          | 50 km Gehen       | –            | –       | –             | –             | 3:49:19 h     | 24            | 24         |

* ohne Einsatz
Benjamin Jonas ersetzte am 26. Juli den verletzten Niklas Zender, kam aber in der Staffel nicht zum Einsatz.
 Springen und Werfen 
| Athleten            | Wettbewerb     | Qualifikation         | Qualifikation         | Finale        | Finale        | Rang          |
| Athleten            | Wettbewerb     | Weite/Höhe            | Rang                  | Weite/Höhe    | Rang          | Rang          |
| ------------------- | -------------- | --------------------- | --------------------- | ------------- | ------------- | ------------- |
| Frauen              |                |                       |                       |               |               |               |
| Sosthene Moguenara  | Weitsprung     | 6,23 m                | 21                    | ausgeschieden | ausgeschieden | 21            |
| Ariane Friedrich    | Hochsprung     | 1,93 m                | 14                    | ausgeschieden | ausgeschieden | 14            |
| Lisa Ryzih          | Stabhochsprung | 4,55 m                | 4                     | 4,45 m        | 6             | 6             |
| Silke Spiegelburg   | Stabhochsprung | 4,55 m                | 6                     | 4,65 m        | 4             | 4             |
| Martina Strutz      | Stabhochsprung | 4,55 m                | 7                     | 4,55 m        | 5             | 5             |
| Julia Fischer       | Diskuswurf     | 60,23 m               | 19                    | ausgeschieden | ausgeschieden | 19            |
| Nadine Müller       | Diskuswurf     | 65,89 m               | 2                     | 65,94 m       | 5             | 5             |
| Anna Rüh            | Diskuswurf     | 62,98 m               | 9                     | 61,36 m       | 10            | 10            |
| Betty Heidler       | Hammerwurf     | 74,44 m               | 3                     | 77,13 m       | 3             | Bronze        |
| Kathrin Klaas       | Hammerwurf     | 74,14 m               | 5                     | 76,05 m       | 5             | 5             |
| Linda Stahl         | Speerwurf      | 64,78 m               | 4                     | 64,91 m       | 3             | Bronze        |
| Katharina Molitor   | Speerwurf      | 62,05 m               | 9                     | 62,89 m       | 6             | 6             |
| Christina Obergföll | Speerwurf      | 66,14 m               | 2                     | 65,16 m       | 2             | Silber        |
| Nadine Kleinert     | Kugelstoßen    | 18,36 m               | 14                    | ausgeschieden | ausgeschieden | 14            |
| Christina Schwanitz | Kugelstoßen    | 18,62 m               | 9                     | 18,47 m       | 10            | 10            |
| Josephine Terlecki  | Kugelstoßen    | 17,78 m               | 19                    | ausgeschieden | ausgeschieden | 19            |
| Männer              |                |                       |                       |               |               |               |
| Sebastian Bayer     | Weitsprung     | 7,92 m                | 12                    | 8,10 m        | 5             | 5             |
| Christian Reif      | Weitsprung     | 7,92 m                | 13                    | ausgeschieden | ausgeschieden | 13            |
| Alyn Camara         | Weitsprung     | 7,72 m                | 22                    | ausgeschieden | ausgeschieden | 22            |
| Björn Otto          | Stabhochsprung | 5,55 m                | 5                     | 5,91 m        | 2             | Silber        |
| Raphael Holzdeppe   | Stabhochsprung | 5,65 m                | 1                     | 5,91 m        | 3             | Bronze        |
| Malte Mohr          | Stabhochsprung | 5,55 m                | 5                     | 5,50 m        | 9             | 9             |
| Robert Harting      | Diskuswurf     | 66,22 m               | 2                     | 68,27 m       | 1             | Gold          |
| Markus Münch        | Diskuswurf     | 59,95 m               | 30                    | ausgeschieden | ausgeschieden | 30            |
| Martin Wierig       | Diskuswurf     | 64,13 m               | 8                     | 65,85 m       | 6             | 6             |
| Tino Häber          | Speerwurf      | 80,39 m               | 12                    | 81,21 m       | 8             | 8             |
| Matthias de Zordo   | Speerwurf      | kein gültiger Versuch | kein gültiger Versuch | ausgeschieden | ausgeschieden | ausgeschieden |
| David Storl         | Kugelstoßen    | 21,15 m               | 2                     | 21,86 m       | 2             | Silber        |
| Ralf Bartels        | Kugelstoßen    | 20,00 m               | 16                    | ausgeschieden | ausgeschieden | 16            |

 Mehrkampf 
| Athletinnen        | 100 m Hürden | 100 m Hürden | Hochsprung | Hochsprung | Kugelstoßen | Kugelstoßen | 200 m   | 200 m  | Weitsprung | Weitsprung | Speerwurf | Speerwurf | 800 m                | 800 m  | Punkte | Rang   |
| Athletinnen        | Zeit         | Punkte       | Höhe       | Punkte     | Weite       | Punkte      | Zeit    | Punkte | Weite      | Punkte     | Weite     | Punkte    | Zeit                 | Punkte | Punkte | Rang   |
| ------------------ | ------------ | ------------ | ---------- | ---------- | ----------- | ----------- | ------- | ------ | ---------- | ---------- | --------- | --------- | -------------------- | ------ | ------ | ------ |
| Siebenkampf Frauen |              |              |            |            |             |             |         |        |            |            |           |           |                      |        |        |        |
| Julia Mächtig      | 14,54 s      | 903          | 1,68 m     | 830        | 14,99 m     | 860         | 25,38 s | 852    | 4,06 m     | 322        | 44,40 m   | 752       | 2:20,34 min          | 819    | 5338   | 31     |
| Jennifer Oeser     | 13,42 s      | 1062         | 1,80 m     | 978        | 14,16 m     | 805         | 24,39 s | 944    | 6,07 m     | 890        | 46,61 m   | 795       | verletzt abgebrochen | 0      | 5455   | 30     |
| Lilli Schwarzkopf  | 13,26 s      | 1086         | 1,83 m     | 1016       | 14,77 m     | 845         | 24,77 s | 908    | 6,30 m     | 943        | 51,73 m   | 894       | 2:10,50 min          | 957    | 6649   | Silber |

| Athleten           | 100 m    | 100 m | Weitsprung | Weitsprung | Kugelstoßen | Kugelstoßen | Hochsprung | Hochsprung | 400 m    | 400 m | 110 m Hürden | 110 m Hürden | Diskuswurf | Diskuswurf | Stabhochsprung | Stabhochsprung | Speerwurf           | Speerwurf           | 1500 m              | 1500 m              | Punkte | Rang |
| Athleten           | Zeit (s) | Pkte. | Weite (m)  | Pkte.      | Weite (m)   | Pkte.       | Höhe (m)   | Pkte.      | Zeit (s) | Pkte. | Zeit (s)     | Pkte.        | Weite (m)  | Pkte.      | Höhe (m)       | Pkte.          | Weite (m)           | Pkte.               | Zeit (min)          | Pkte.               | Punkte | Rang |
| ------------------ | -------- | ----- | ---------- | ---------- | ----------- | ----------- | ---------- | ---------- | -------- | ----- | ------------ | ------------ | ---------- | ---------- | -------------- | -------------- | ------------------- | ------------------- | ------------------- | ------------------- | ------ | ---- |
| Zehnkampf Männer   |          |       |            |            |             |             |            |            |          |       |              |              |            |            |                |                |                     |                     |                     |                     |        |      |
| Pascal Behrenbruch | 11,06    | 847   | 7,15       | 850        | 15,67       | 831         | 1,96       | 767        | 50,04    | 813   | 14,33        | 932          | 44,71      | 761        | 4,70           | 819            | 64,80               | 810                 | 4:37,46             | 696                 | 8126   | 10   |
| Rico Freimuth      | 10,65    | 940   | 7,21       | 864        | 14,67       | 782         | 1,90       | 714        | 48,05    | 907   | 13,89        | 989          | 49,11      | 852        | 4,90           | 880            | 57,37               | 698                 | 4:37,62             | 695                 | 8320   | 6    |
| Jan Felix Knobel   | 11,42    | 769   | 7,05       | 826        | 15,29       | 808         | 1,90       | 714        | 49,87    | 821   | 15,03        | 846          | 46,10      | 790        | 4,40           | 731            | verletzt aufgegeben | verletzt aufgegeben | verletzt aufgegeben | verletzt aufgegeben | (6306) | –    |

### Moderner Fünfkampf
| Athleten         | Fechten | Fechten | Schwimmen   | Schwimmen | Reiten  | Reiten | Combined     | Combined | Punkte | Rang |
| Athleten         | Bilanz  | Punkte  | Zeit        | Punkte    | Zeit    | Punkte | Zeit         | Punkte   | Punkte | Rang |
| ---------------- | ------- | ------- | ----------- | --------- | ------- | ------ | ------------ | -------- | ------ | ---- |
| Frauen           |         |         |             |           |         |        |              |          |        |      |
| Lena Schöneborn  | 19:16   | 856     | 2:19,76 min | 1124      | 92,43 s | 1052   | 11:58,18 min | 3032     | 5160   | 15   |
| Annika Schleu    | 12:23   | 688     | 2:20,01 min | 1120      | 74,16 s | 1140   | 12:46,04 min | 2948     | 4884   | 26   |
| Männer           |         |         |             |           |         |        |              |          |        |      |
| Steffen Gebhardt | 20:15   | 880     | 2:07,08 min | 1276      | 72,11 s | 1160   | 10:37,16 min | 3304     | 5756   | 5    |
| Stefan Köllner   | 16:19   | 784     | 2:11,71 min | 1220      | 70,47 s | 1120   | 10:59,16 min | 3124     | 5488   | 26   |

### Radsport

#### Bahn
| Athleten                                                               | Wettbewerb            | Qualifikation | Qualifikation | Finals                 | Finals                 | Rang   |
| Athleten                                                               | Wettbewerb            | Zeit          | Rang          | Zeit                   | Rang                   | Rang   |
| ---------------------------------------------------------------------- | --------------------- | ------------- | ------------- | ---------------------- | ---------------------- | ------ |
| Frauen                                                                 |                       |               |               |                        |                        |        |
| Kristina Vogel                                                         | Sprint                | 11,027 s      | 4             | Rennen um Platz 3: 0:2 | Rennen um Platz 3: 0:2 | 4      |
| Kristina Vogel                                                         | Keirin                | –             | 6             | –                      | 10                     | 10     |
| Miriam Welte Kristina Vogel Stephanie Pohl (Ersatz)                    | Teamsprint            | 32,526 s      | 3             | 32,798 s               | 1                      | Gold   |
| Charlotte Becker Lisa Brennauer Judith Arndt Madeleine Sandig (Ersatz) | Mannschaftsverfolgung | 3:21,086 min  | 7             | 3:20,824 min           | 8                      | 8      |
| Männer                                                                 |                       |               |               |                        |                        |        |
| Robert Förstemann                                                      | Sprint                | 10,072 s      | 4             | –                      | 7                      | 7      |
| Maximilian Levy                                                        | Keirin                | –             | 1             | –                      | 2                      | Silber |
| Maximilian Levy René Enders Robert Förstemann Stefan Nimke (verletzt)  | Teamsprint            | 43,710 s      | 5             | 43,209 s               | 3                      | Bronze |

Mehrkampf
| Athleten      | 250 m fliegend | 250 m fliegend | Punkte- fahren | Punkte- fahren | Ausscheidungs- fahren | Einzel- verfolgung | Einzel- verfolgung | Scratch | Zeitfahren   | Zeitfahren | Punkte | Rang |
| Athleten      | Punkte         | Rang           | Punkte         | Rang           | Rang                  | Zeit               | Rang               | Rang    | Zeit         | Rang       | Punkte | Rang |
| ------------- | -------------- | -------------- | -------------- | -------------- | --------------------- | ------------------ | ------------------ | ------- | ------------ | ---------- | ------ | ---- |
| Omnium Männer |                |                |                |                |                       |                    |                    |         |              |            |        |      |
| Roger Kluge   | 11             | 11             | 79             | 1              | 7                     | 4:25,554 min       | 6                  | 4       | 1:03,144 min | 5          | 33     | 4    |

#### Straße
| Athleten            | Wettbewerb       | Zeit         | Rang                     |
| ------------------- | ---------------- | ------------ | ------------------------ |
| Frauen              |                  |              |                          |
| Judith Arndt        | Straßenrennen    | 3:36:28 h    | 37                       |
| Trixi Worrack       | Straßenrennen    | 3:36:04 h    | 33                       |
| Ina-Yoko Teutenberg | Straßenrennen    | 3:35:56 h    | 4                        |
| Charlotte Becker    | Straßenrennen    | –            | außerhalb des Zeitlimits |
| Judith Arndt        | Einzelzeitfahren | 37:50,29 min | Silber                   |
| Trixi Worrack       | Einzelzeitfahren | 39:20,73 min | 9                        |
| Männer              |                  |              |                          |
| André Greipel       | Straßenrennen    | 5:46:37 h    | 27                       |
| Marcel Sieberg      | Straßenrennen    | 5:47:08 h    | 102                      |
| John Degenkolb      | Straßenrennen    | 5:48:49 h    | 105                      |
| Tony Martin         | Straßenrennen    | –            | aufgegeben               |
| Bert Grabsch        | Straßenrennen    | 5:46:47 h    | 95                       |
| Tony Martin         | Einzelzeitfahren | 51:21,00 min | Silber                   |
| Bert Grabsch        | Einzelzeitfahren | 53:18,04 min | 8                        |

#### Mountainbike
| Athleten        | Wettbewerb    | Zeit      | Rang   |
| --------------- | ------------- | --------- | ------ |
| Frauen          |               |           |        |
| Sabine Spitz    | Cross-Country | 1:31:54 h | Silber |
| Adelheid Morath | Cross-Country | 1:37:17 h | 16     |
| Männer          |               |           |        |
| Manuel Fumic    | Cross-Country | 1:30:31 h | 7      |
| Moritz Milatz   | Cross-Country | 1:38:59 h | 34     |

Robert Förstemann erhielt den dritten Quotenplatz im Mountainbike, trat jedoch auf der Bahn an.

#### BMX
| Athleten       | Wettbewerb | Qualifikation | Qualifikation | Viertelfinale | Viertelfinale | Halbfinale    | Halbfinale    | Finale        | Finale        | Rang |
| Athleten       | Wettbewerb | Zeit          | Rang          | Punkte        | Rang          | Punkte        | Rang          | Zeit          | Rang          | Rang |
| -------------- | ---------- | ------------- | ------------- | ------------- | ------------- | ------------- | ------------- | ------------- | ------------- | ---- |
| Männer         |            |               |               |               |               |               |               |               |               |      |
| Maik Baier     | Race       | 40,231 s      | 29            | 31            | 8             | ausgeschieden | ausgeschieden | ausgeschieden | ausgeschieden | 31   |
| Luis Brethauer | Race       | 39,431 s      | 19            | 22            | 5             | ausgeschieden | ausgeschieden | ausgeschieden | ausgeschieden | 20   |

Als Ersatz wurde Daniel Schlang nominiert.

### Reiten
| Dressur                                                                                              |            |            |            |               |               |        |
| Athleten                                                                                             | Wettbewerb | Prozent    | Prozent    | Prozent       | Prozent       | Rang   |
| Athleten                                                                                             | Wettbewerb | Grand Prix | GP Spécial | Durchschnitt  | GP Kür        | Rang   |
| Anabel Balkenhol mit Dablino                                                                         | Einzel     | 70,973     | 73,032     | ausgeschieden | ausgeschieden | 19     |
| Dorothee Schneider mit Diva Royal                                                                    | Einzel     | 76,276     | 77,571     | –             | 81,661        | 7      |
| Kristina Sprehe mit Desperados                                                                       | Einzel     | 79,118     | 76,206     | –             | 81,375        | 8      |
| Helen Langehanenberg mit Damon Hill                                                                  | Einzel     | 81,140     | 78,952     | –             | 84,303        | 4      |
| Dorothee Schneider mit Diva Royal Kristina Sprehe mit Desperados Helen Langehanenberg mit Damon Hill | Mannschaft | ⌀ 78,845   | ⌀ 77,587   | ⌀ 78,216      | –             | Silber |

| Springen |            |                  |                                     |                                     |                                     |                                     |      |
| Athleten | Wettbewerb | Strafpunkte      | Strafpunkte                         | Strafpunkte                         | Strafpunkte                         | Strafpunkte                         | Rang |
| Athleten | Wettbewerb | 1. Qualifikation | Nationenpreis                       | Nationenpreis                       | Einzelfinale                        | Einzelfinale                        | Rang |
| Athleten | Wettbewerb | 1. Qualifikation | 1. Umlauf                           | 2. Umlauf                           | 1. Umlauf                           | 2. Umlauf                           | Rang |
| Marcus Ehning mit Plot Blue | Einzel     | 1                | 4                                   | 0                                   | 0                                   | 9                                   | 12   |
| Janne Friederike Meyer mit Lambrasco | Einzel     | 0                | 4                                   | 17                                  | nicht qualifiziert                  | nicht qualifiziert                  | 41   |
| Meredith Michaels-Beerbaum mit Bella Donna                                                                                                  | Einzel     | 0                | 8                                   | 1                                   | 8                                   | nicht qual.                         | 23   |
| Christian Ahlmann mit Codex One | Einzel     | 15               | nicht als Einzelreiter qualifiziert | nicht als Einzelreiter qualifiziert | nicht als Einzelreiter qualifiziert | nicht als Einzelreiter qualifiziert | 69   |
| Marcus Ehning mit Plot Blue Janne Friederike Meyer mit Lambrasco Meredith Michaels-Beerbaum mit Bella Donna Christian Ahlmann mit Codex One | Mannschaft |                  | 12                                  | nicht qualifiziert                  | –                                   | –                                   | 10   |

| Vielseitigkeit |            |                     |                     |          |                    |        |        |
| Athleten | Wettbewerb | Minuspunkte Dressur | Minuspunkte Gelände | Springen | Minuspunkte Gesamt | Rang   |        |
| Peter Thomsen mit Barny | Einzel     | 58,50               | 5,20                | 8,00     |                    |        | 31     |
| Dirk Schrade mit King Artus | Einzel     | 39,80               | 10,80               | 0,00     |                    |        | 26     |
| Ingrid Klimke mit Butts Abraxxas | Einzel     | 39,30               | 0,00                | 9,00     | -                  |        | 25     |
| Sandra Auffarth mit Opgun Louvo | Einzel     | 40,00               | 4,80                | 0,00     | 0,00               | 44,80  | Bronze |
| Michael Jung mit Sam | Einzel     | 40,60               | 0,00                | 0,00     | 0,00               | 40,60  | Gold   |
| Peter Thomsen mit Barny Dirk Schrade mit King Artus Ingrid Klimke mit Butts Abraxxas Sandra Auffarth mit Opgun Louvo Michael Jung mit Sam | Mannschaft | 119,90              | 4,80                | 9,00     | 9,00               | 133,70 | Gold   |

1. ↑  Bis dahin auf Rang acht qualifiziert, verzichtete sie freiwillig zugunsten Dirk Schrade, „weil ich mit Abraxxas wohl nicht fehlerfrei bleiben würde […] und Dirk hat da mehr Chancen“. Das Reglement ließ dies aber nicht zu.

### Ringen
| Athleten                         | Wettbewerb        | 1. Runde | 1. Runde | Achtelfinale                    | Achtelfinale | Viertelfinale | Viertelfinale | Halbfinale    | Halbfinale    | Hoffnungsrunde Halbfinale | Hoffnungsrunde Halbfinale | Hoffnungsrunde Finale | Hoffnungsrunde Finale | Finale        | Finale        | Rang |
| Athleten                         | Wettbewerb        | Gegner   | Ergebnis | Gegner                          | Ergebnis     | Gegner        | Ergebnis      | Gegner        | Ergebnis      | Gegner                    | Ergebnis                  | Gegner                | Ergebnis              | Gegner        | Ergebnis      | Rang |
| -------------------------------- | ----------------- | -------- | -------- | ------------------------------- | ------------ | ------------- | ------------- | ------------- | ------------- | ------------------------- | ------------------------- | --------------------- | --------------------- | ------------- | ------------- | ---- |
| Freistil Frauen                  |                   |          |          |                                 |              |               |               |               |               |                           |                           |                       |                       |               |               |      |
| Alexandra Engelhardt             | Klasse bis 48 kg  | Freilos  | Freilos  | Mayelis Yesenia Caripa Castillo | 1:3          | ausgeschieden | ausgeschieden | ausgeschieden | ausgeschieden | ausgeschieden             | ausgeschieden             | ausgeschieden         | ausgeschieden         | ausgeschieden | ausgeschieden | 11   |
| Griechisch-römischer Stil Männer |                   |          |          |                                 |              |               |               |               |               |                           |                           |                       |                       |               |               |      |
| Frank Stäbler                    | Klasse bis 66 kg  | Freilos  | Freilos  | Tamás Lőrincz                   | 1:3          | ausgeschieden | ausgeschieden | ausgeschieden | ausgeschieden | Justin Lester             | 3:0                       | Manuchar Tschadaia    | 1:3                   | ausgeschieden | ausgeschieden | 5    |
| Freistil Männer                  |                   |          |          |                                 |              |               |               |               |               |                           |                           |                       |                       |               |               |      |
| Tim Schleicher                   | Klasse bis 60 kg  | Freilos  | Freilos  | Toğrul Əsgərov                  | 1:3          | ausgeschieden | ausgeschieden | ausgeschieden | ausgeschieden | Kenichi Yumoto            | 1:3                       | ausgeschieden         | ausgeschieden         | ausgeschieden | ausgeschieden | 10   |
| Nick Matuhin                     | Klasse bis 120 kg | Freilos  | Freilos  | Artur Taymazov                  | 0:3          | ausgeschieden | ausgeschieden | ausgeschieden | ausgeschieden | Komeil Ghasemi            | 0:3                       | ausgeschieden         | ausgeschieden         | ausgeschieden | ausgeschieden | 17   |

### Rudern
| Athleten | Wettbewerb                  | Vorlauf     | Vorlauf | Vorlauf        | Hoffnungslauf | Hoffnungslauf | Hoffnungslauf  | Viertelfinale | Viertelfinale | Viertelfinale  | Halbfinale  | Halbfinale | Halbfinale    | Finale        | Finale        | Rang   |
| Athleten | Wettbewerb                  | Zeit        | Rang    | Qualifikation  | Zeit          | Rang          | Qualifikation  | Zeit          | Rang          | Qualifikation  | Zeit        | Rang       | Qualifikation | Zeit          | Rang          | Rang   |
| --- | --------------------------- | ----------- | ------- | -------------- | ------------- | ------------- | -------------- | ------------- | ------------- | -------------- | ----------- | ---------- | ------------- | ------------- | ------------- | ------ |
| Frauen |                             |             |         |                |               |               |                |               |               |                |             |            |               |               |               |        |
| Marie-Louise Dräger | Einer                       | 7:44,23 min | 11      | Viertelfinale  | –             | –             | –              | 7:52,17 min   | 12            | Halbfinale A/B | 8:01,05 min | 11         | Finale B      | 8:11,71 min   | 11            | 11     |
| Kerstin Hartmann Marlene Sinnig | Zweier                      | 7:10,28 min | 6       | Hoffnungslauf  | 7:10,42 min   | 2             | Finale A       | –             | –             | –              | –           | –          | –             | 7:42,06 min   | 6             | 6      |
| Tina Manker Stephanie Schiller | Doppelzweier                | 7:08,36 min | 10      | Hoffnungslauf  | 7:18,37 min   | 4             | Finale B       | –             | –             | –              | –           | –          | –             | 7:33,32 min   | 9             | 9      |
| Julia Richter Carina Bär Annekatrin Thiele Britta Oppelt                                                                                                 | Doppelvierer                | 6:13,62 min | 1       | Finale A       | –             | –             | –              | –             | –             | –              | –           | –          | –             | 6:38,09 min   | 2             | Silber |
| Daniela Schultze Julia Lepke Ronja Schütte Kathrin Thiem Ulrike Sennewald Nadja Drygalla Kathrin Marchand Constanze Siering Laura Schwensen (Steuerfrau) | Achter                      | 6:34,32 min | 7       | Hoffnungslauf  | 6:27,69 min   | 5             | x              | –             | –             | –              | –           | –          | –             | ausgeschieden | ausgeschieden | 7      |
| Lena Müller Anja Noske | Leichtgewichts-Doppelzweier | 7:19,24 min | 11      | Halbfinale A/B | –             | –             | –              | –             | –             | –              | 7:10,16 min | 3          | Finale A      | 7:22,18 min   | 6             | 6      |
| Männer |                             |             |         |                |               |               |                |               |               |                |             |            |               |               |               |        |
| Marcel Hacker | Einer                       | 6:43,80 min | 2       | Viertelfinale  | –             | –             | –              | 6:54,18 min   | 4             | Halbfinale A/B | 7:22,07 min | 6          | Finale A      | 7:10,21 min   | 6             | 6      |
| Anton Braun Felix Drahotta | Zweier                      | 6:30,42 min | 12      | Hoffnungslauf  | 6:22,76 min   | 1             | Halbfinale A/B | –             | –             | –              | 7:02,16 min | 8          | Finale B      | 6:49,93 min   | 7             | 7      |
| Eric Knittel Stephan Krüger | Doppelzweier                | 6:17,74 min | 5       | Halbfinale A/B | –             | –             | –              | –             | –             | –              | 6:22,54 min | 7          | Finale B      | 6:23,36 min   | 9             | 9      |
| Gregor Hauffe Urs Käufer Toni Seifert Sebastian Schmidt                                                                                                  | Vierer                      | 5:49,48 min | 2       | Halbfinale A/B | –             | –             | –              | –             | –             | –              | 6:04,61 min | 6          | Finale A      | 6:16,37 min   | 6             | 6      |
| Karl Schulze Philipp Wende Lauritz Schoof Tim Grohmann                                                                                                   | Doppelvierer                | 5:39,69 min | 2       | Halbfinale A/B | –             | –             | –              | –             | –             | –              | 6:05,85 min | 4          | Finale A      | 5:42,48 min   | 1             | Gold   |
| Filip Adamski Andreas Kuffner Eric Johannesen Maximilian Reinelt Richard Schmidt Lukas Müller Florian Mennigen Kristof Wilke Martin Sauer (Steuermann)   | Achter                      | 5:25,52 min | 1       | Finale         | –             | –             | –              | –             | –             | –              | –           | –          | –             | 5:48,75 min   | 1             | Gold   |
| Linus Lichtschlag Lars Hartig | Leichtgewichts-Doppelzweier | 6:49,44 min | 13      | Halbfinale A/B | –             | –             | –              | –             | –             | –              | 6:37,44 min | 5          | Finale A      | 6:49,07 min   | 6             | 6      |
| Bastian Seibt Jochen Kühner Martin Kühner Lars Wichert                                                                                                   | Leichtgewichts-Vierer       | 5:52,05 min | 4       | Halbfinale A/B | –             | –             | –              | –             | –             | –              | 6:02,10 min | 4          | Finale B      | 6:10,07 min   | 9             | 9      |

Als Ersatz wurden Lisa Schmidla, Mathias Rocher, Philipp Naruhn, Jonathan Koch und Florian Eichner nominiert.

### Schießen
| Athleten                  | Wettbewerb                               | Qualifikation   | Qualifikation | Finale          | Finale        | Ringe/ Scheiben | Rang |
| Athleten                  | Wettbewerb                               | Ringe/ Scheiben | Rang          | Ringe/ Scheiben | Rang          | Ringe/ Scheiben | Rang |
| ------------------------- | ---------------------------------------- | --------------- | ------------- | --------------- | ------------- | --------------- | ---- |
| Frauen                    |                                          |                 |               |                 |               |                 |      |
| Munkhbayar Dorjsuren      | Luftpistole 10 Meter                     | 378             | 25            | ausgeschieden   | ausgeschieden | 378             | 25   |
| Claudia Verdicchio-Krause | Luftpistole 10 Meter                     | 380             | 20            | ausgeschieden   | ausgeschieden | 380             | 20   |
| Munkhbayar Dorjsuren      | Sportpistole 25 Meter                    | 582             | 12            | ausgeschieden   | ausgeschieden | 582             | 12   |
| Claudia Verdicchio-Krause | Sportpistole 25 Meter                    | 578             | 26            | ausgeschieden   | ausgeschieden | 578             | 26   |
| Beate Gauß                | Luftgewehr 10 Meter                      | 392             | 32            | ausgeschieden   | ausgeschieden | 392             | 32   |
| Jessica Mager             | Luftgewehr 10 Meter                      | 394             | 20            | ausgeschieden   | ausgeschieden | 394             | 20   |
| Barbara Engleder          | Sportgewehr Dreistellungskampf 50 Meter  | 583             | 7             | 97,8            | 6             | 680,8           | 6    |
| Sonja Pfeilschifter       | Sportgewehr Dreistellungskampf 50 Meter  | 581             | 19            | ausgeschieden   | ausgeschieden | 581             | 19   |
| Sonja Scheibl             | Trap                                     | 64              | 17            | ausgeschieden   | ausgeschieden | 64              | 17   |
| Christine Wenzel          | Skeet                                    | 68              | 5             | 21              | 4             | 89              | 6    |
| Männer                    |                                          |                 |               |                 |               |                 |      |
| Florian Schmidt           | Luftpistole 10 Meter                     | 575             | 25            | ausgeschieden   | ausgeschieden | 575             | 25   |
| Christian Reitz           | Freie Pistole 50 Meter                   | 560             | 6             | 94,3            | 7             | 654,3           | 7    |
| Florian Schmidt           | Freie Pistole 50 Meter                   | 557             | 17            | ausgeschieden   | ausgeschieden | 557             | 17   |
| Christian Reitz           | Schnellfeuerpistole 25 Meter             | 583             | 6             | 13              | 6             | 13              | 6    |
| Ralf Schumann             | Schnellfeuerpistole 25 Meter             | 577             | 16            | ausgeschieden   | ausgeschieden | 577             | 16   |
| Julian Justus             | Luftgewehr 10 Meter                      | 595             | 12            | ausgeschieden   | ausgeschieden | 595             | 12   |
| Tino Mohaupt              | Luftgewehr 10 Meter                      | 592             | 25            | ausgeschieden   | ausgeschieden | 592             | 25   |
| Daniel Brodmeier          | Kleinkaliber Dreistellungskampf 50 Meter | 1156            | 32            | ausgeschieden   | ausgeschieden | 1156            | 32   |
| Maik Eckhardt             | Kleinkaliber Dreistellungskampf 50 Meter | 1163            | 21            | ausgeschieden   | ausgeschieden | 1163            | 21   |
| Daniel Brodmeier          | Kleinkaliber liegend 50 Meter            | 595             | 4             | 103,2           | 5             | 698,2           | 5    |
| Maik Eckhardt             | Kleinkaliber liegend 50 Meter            | 589             | 37            | ausgeschieden   | ausgeschieden | 589             | 37   |
| Karsten Bindrich          | Trap                                     | 121             | 11            | ausgeschieden   | ausgeschieden | 121             | 11   |
| Ralf Buchheim             | Skeet                                    | 118             | 10            | ausgeschieden   | ausgeschieden | 118             | 10   |

### Schwimmen
Die deutsche Mannschaft errang zum ersten Mal seit 80 Jahren keine Medaille in den Beckenschwimmwettbewerben.
| Athleten                                                                             | Wettbewerb                | Vorlauf     | Vorlauf | Halbfinale    | Halbfinale    | Finale        | Finale        | Rang   |
| Athleten                                                                             | Wettbewerb                | Zeit        | Rang    | Zeit          | Rang          | Zeit          | Rang          | Rang   |
| ------------------------------------------------------------------------------------ | ------------------------- | ----------- | ------- | ------------- | ------------- | ------------- | ------------- | ------ |
| Frauen                                                                               |                           |             |         |               |               |               |               |        |
| Britta Steffen                                                                       | 50 m Freistil             | 24,70 s     | 4       | 24,57 s       | 4             | 24,46 s       | 4             | 4      |
| Daniela Schreiber                                                                    | 100 m Freistil            | 54,43 s     | 15      | 54,39 s       | 15            | ausgeschieden | ausgeschieden | 15     |
| Britta Steffen                                                                       | 100 m Freistil            | 54,42 s     | 15      | 54,18 s       | 12            | ausgeschieden | ausgeschieden | 12     |
| Alexandra Wenk                                                                       | 100 m Schmetterling       | 58,85 s     | 21      | ausgeschieden | ausgeschieden | ausgeschieden | ausgeschieden | 21     |
| Silke Lippok                                                                         | 200 m Freistil            | 1:58,59 min | 13      | 1:58,24 min   | 13            | ausgeschieden | ausgeschieden | 13     |
| Sarah Poewe                                                                          | 100 m Brust               | 1:07,12 min | 7       | 1:07,68 min   | 11            | ausgeschieden | ausgeschieden | 11     |
| Caroline Ruhnau                                                                      | 100 m Brust               | 1:08,43 min | 22      | ausgeschieden | ausgeschieden | ausgeschieden | ausgeschieden | 22     |
| Jenny Mensing                                                                        | 100 m Rücken              | 1:00,72 min | 21      | ausgeschieden | ausgeschieden | ausgeschieden | ausgeschieden | 21     |
| Jenny Mensing                                                                        | 200 m Rücken              | 2:10,54 min | 15      | 2:10,68 min   | 15            | ausgeschieden | ausgeschieden | 15     |
| Theresa Michalak                                                                     | 200 m Lagen               | 2:12,75 min | 11      | 2:13,24 min   | 12            | ausgeschieden | ausgeschieden | 12     |
| Silke Lippok Britta Steffen Daniela Schreiber Lisa Vitting                           | 4 × 100-m-Freistilstaffel | 3:39,16 min | 9       | –             | –             | ausgeschieden | ausgeschieden | 9      |
| Annika Bruhn Silke Lippok Theresa Michalak Daniela Schreiber                         | 4 × 200-m-Freistilstaffel | 7:58,93 min | 13      | –             | –             | ausgeschieden | ausgeschieden | 13     |
| Jenny Mensing Caroline Ruhnau Britta Steffen Alexandra Wenk                          | 4 × 100-m-Lagenstaffel    | 3:59,95 min | 9       | –             | –             | ausgeschieden | ausgeschieden | 9      |
| Angela Maurer                                                                        | 10 km Freiwasser          | –           | –       | –             | –             | 1:57:52,8 h   | 5             | 5      |
| Männer                                                                               |                           |             |         |               |               |               |               |        |
| Marco Di Carli                                                                       | 100 m Freistil            | 49,03 s     | 18      | ausgeschieden | ausgeschieden | ausgeschieden | ausgeschieden | 18     |
| Paul Biedermann                                                                      | 200 m Freistil            | 1:47,27 min | 10      | 1:46,10 min   | 4             | 1:45,53 min   | 5             | 5      |
| Clemens Rapp                                                                         | 200 m Freistil            | 1:48,75 min | 24      | ausgeschieden | ausgeschieden | ausgeschieden | ausgeschieden | 24     |
| Paul Biedermann                                                                      | 400 m Freistil            | 3:48,50 min | 13      | –             | –             | ausgeschieden | ausgeschieden | 13     |
| Benjamin Starke                                                                      | 100 m Schmetterling       | 51,92 s     | 6       | 52,40 s       | 14            | ausgeschieden | ausgeschieden | 14     |
| Steffen Deibler                                                                      | 100 m Schmetterling       | 52,36 s     | 16      | 51,76 s       | 6             | 51,81 s       | 4             | 4      |
| Hendrik Feldwehr                                                                     | 100 m Brust               | 1:01,00 min | 21      | ausgeschieden | ausgeschieden | ausgeschieden | ausgeschieden | 21     |
| Christian vom Lehn                                                                   | 100 m Brust               | 1:00,78 min | 19      | ausgeschieden | ausgeschieden | ausgeschieden | ausgeschieden | 19     |
| Marco Koch                                                                           | 200 m Brust               | 2:10,61 min | 11      | 2:10,73 min   | 14            | ausgeschieden | ausgeschieden | 14     |
| Christian vom Lehn                                                                   | 200 m Brust               | 2:11,66 min | 16      | 2:10,50 min   | 13            | ausgeschieden | ausgeschieden | 13     |
| Jan-Philip Glania                                                                    | 100 m Rücken              | 54,07 s     | 12      | 53,90 s       | 11            | ausgeschieden | ausgeschieden | 11     |
| Helge Meeuw                                                                          | 100 m Rücken              | 53,83 s     | 7       | 53,52 s       | 7             | 53,48 s       | 6             | 6      |
| Jan-Philip Glania                                                                    | 200 m Rücken              | 1:57,01 min | 6       | 1:57,43 min   | 10            | ausgeschieden | ausgeschieden | 10     |
| Yannick Lebherz                                                                      | 200 m Rücken              | 1:58,07 min | 12      | 1:58,14 min   | 15            | ausgeschieden | ausgeschieden | 15     |
| Markus Deibler                                                                       | 200 m Lagen               | 1:58,61 min | 7       | 1:58,61 min   | 8             | 1:59,10 min   | 8             | 8      |
| Philip Heintz                                                                        | 200 m Lagen               | 2:01,32 min | 27      | ausgeschieden | ausgeschieden | ausgeschieden | ausgeschieden | 27     |
| Yannick Lebherz                                                                      | 400 m Lagen               | 4:15,41 min | 11      | -             | -             | ausgeschieden | ausgeschieden | 11     |
| Markus Deibler Marco Di Carli Christoph Fildebrandt Benjamin Starke                  | 4 × 100-m-Freistilstaffel | 3:13,51 min | 5       | –             | –             | 3:13,52 min   | 6             | 6      |
| Robin Backhaus Paul Biedermann Dimitri Colupaev Clemens Rapp Tim Wallburger          | 4 × 200-m-Freistilstaffel | 7:09,23 min | 3       | –             | –             | 7:06,59 min   | 4             | 4      |
| Steffen Deibler Marco Di Carli Hendrik Feldwehr Jan-Philip Glania Christian vom Lehn | 4 × 100-m-Lagenstaffel    | 3:34,28 min | 6       | –             | –             | 3:33,06 min   | 6             | 6      |
| Thomas Lurz                                                                          | 10 km Freiwasser          | –           | –       | –             | –             | 1:49:58,5 h   | 2             | Silber |
| Andreas Waschburger                                                                  | 10 km Freiwasser          | –           | –       | –             | –             | 1:50:44,4 h   | 8             | 8      |

### Segeln
Fleet Race
| Athleten                             | Wettbewerb      | Qualifikation | Qualifikation | Medal Race    | Medal Race    | Punkte | Rang |
| Athleten                             | Wettbewerb      | Punkte        | Rang          | Punkte        | Rang          | Punkte | Rang |
| ------------------------------------ | --------------- | ------------- | ------------- | ------------- | ------------- | ------ | ---- |
| Frauen                               |                 |               |               |               |               |        |      |
| Moana Delle                          | Windsurfen RS:X | 39            | 4             | 12            | 6             | 51     | 5    |
| Franziska Goltz                      | Laser Radial    | 220           | 26            | ausgeschieden | ausgeschieden | 220    | 26   |
| Kathrin Kadelbach Friederike Belcher | 470er           | 78            | 8             | 6             | 3             | 84     | 8    |
| Männer                               |                 |               |               |               |               |        |      |
| Toni Wilhelm                         | Windsurfen RS:X | 46            | 3             | 18            | 9             | 64     | 4    |
| Simon Grotelüschen                   | Laser           | 90            | 7             | 2             | 1             | 92     | 6    |
| Ferdinand Gerz Patrick Follmann      | 470er           | 105           | 13            | ausgeschieden | ausgeschieden | 105    | 13   |
| Tobias Schadewaldt Hannes Baumann    | 49er            | 142           | 11            | ausgeschieden | ausgeschieden | 142    | 11   |
| Robert Stanjek Frithjof Kleen        | Starboot        | 64            | 7             | 6             | 3             | 70     | 6    |

### Taekwondo
| Athleten     | Wettbewerb       | Achtelfinale        | Achtelfinale | Viertelfinale    | Viertelfinale | Hoffnungsrunde Halbfinale | Hoffnungsrunde Halbfinale | Halbfinale    | Halbfinale    | Hoffnungsrunde Finale | Hoffnungsrunde Finale | Finale        | Finale        | Rang   |
| Athleten     | Wettbewerb       | Gegner              | Ergebnis     | Gegner           | Ergebnis      | Gegner                    | Ergebnis                  | Gegner        | Ergebnis      | Gegner                | Ergebnis              | Gegner        | Ergebnis      | Rang   |
| ------------ | ---------------- | ------------------- | ------------ | ---------------- | ------------- | ------------------------- | ------------------------- | ------------- | ------------- | --------------------- | --------------------- | ------------- | ------------- | ------ |
| Frauen       |                  |                     |              |                  |               |                           |                           |               |               |                       |                       |               |               |        |
| Sümeyye Manz | Klasse bis 49 kg | Yang Shu-chun       | 3:10         | ausgeschieden    | ausgeschieden | ausgeschieden             | ausgeschieden             | ausgeschieden | ausgeschieden | ausgeschieden         | ausgeschieden         | ausgeschieden | ausgeschieden | 11     |
| Helena Fromm | Klasse bis 67 kg | Chu Hoàng Diệu Linh | 13:1         | Hwang Kyung-seon | 4:8           | Ruth Gbagbi               | 4:3                       | ausgeschieden | ausgeschieden | Carmen Marton         | 8:2                   | ausgeschieden | ausgeschieden | Bronze |

### Tennis
| Athleten                            | Wettbewerb | 1. Runde                          | 1. Runde            | 2. Runde            | 2. Runde      | Achtelfinale                       | Achtelfinale     | Viertelfinale                   | Viertelfinale     | Halbfinale               | Halbfinale        | Finale                  | Finale           | Rang          |
| Athleten                            | Wettbewerb | Gegner                            | Ergebnis            | Gegner              | Ergebnis      | Gegner                             | Ergebnis         | Gegner                          | Ergebnis          | Gegner                   | Ergebnis          | Gegner                  | Ergebnis         | Rang          |
| ----------------------------------- | ---------- | --------------------------------- | ------------------- | ------------------- | ------------- | ---------------------------------- | ---------------- | ------------------------------- | ----------------- | ------------------------ | ----------------- | ----------------------- | ---------------- | ------------- |
| Frauen                              |            |                                   |                     |                     |               |                                    |                  |                                 |                   |                          |                   |                         |                  |               |
| Angelique Kerber                    | Einzel     | Petra Cetkovská                   | 6:1, 3:0 aufgegeben | Tímea Babos         | 6:1, 6:1      | Venus Williams                     | 7:65, 7:65       | Wiktoryja Asaranka              | 4:6, 5:7          | ausgeschieden            | ausgeschieden     | ausgeschieden           | ausgeschieden    | ausgeschieden |
| Julia Görges                        | Einzel     | Agnieszka Radwańska               | 7:5, 6:75, 6:4      | Varvara Lepchenko   | 6:3, 7:5      | Marija Kirilenko                   | 6:75, 3:6        | ausgeschieden                   | ausgeschieden     | ausgeschieden            | ausgeschieden     | ausgeschieden           | ausgeschieden    | ausgeschieden |
| Sabine Lisicki                      | Einzel     | Ons Jabeur                        | 4:6, 6:0, 7:5       | Jaroslawa Schwedowa | 4:6, 6:3, 7:5 | Marija Scharapowa                  | 7:68, 4:6, 3:6   | ausgeschieden                   | ausgeschieden     | ausgeschieden            | ausgeschieden     | ausgeschieden           | ausgeschieden    | ausgeschieden |
| Mona Barthel                        | Einzel     | Urszula Radwańska                 | 4:6, 3:6            | ausgeschieden       | ausgeschieden | ausgeschieden                      | ausgeschieden    | ausgeschieden                   | ausgeschieden     | ausgeschieden            | ausgeschieden     | ausgeschieden           | ausgeschieden    | ausgeschieden |
| Anna-Lena Grönefeld Julia Görges    | Doppel     | Elena Baltacha/Anne Keothavong    | 6:3, 6:1            | –                   | –             | Jekaterina Makarowa/Jelena Wesnina | 2:6, 1:6         | ausgeschieden                   | ausgeschieden     | ausgeschieden            | ausgeschieden     | ausgeschieden           | ausgeschieden    | ausgeschieden |
| Sabine Lisicki Angelique Kerber     | Doppel     | Laura Robson/Heather Watson       | 1:6, 6:4, 6:3       | –                   | –             | Serena Williams/Venus Williams     | 2:6, 5:7         | ausgeschieden                   | ausgeschieden     | ausgeschieden            | ausgeschieden     | ausgeschieden           | ausgeschieden    | ausgeschieden |
| Männer                              |            |                                   |                     |                     |               |                                    |                  |                                 |                   |                          |                   |                         |                  |               |
| Philipp Petzschner                  | Einzel     | Lukáš Lacko                       | 7:65, 6:1           | Janko Tipsarević    | 6:3, 3:6, 4:6 | ausgeschieden                      | ausgeschieden    | ausgeschieden                   | ausgeschieden     | ausgeschieden            | ausgeschieden     | ausgeschieden           | ausgeschieden    | ausgeschieden |
| Christopher Kas Philipp Petzschner  | Doppel     | Nikolai Dawydenko/Michail Juschny | 5:7, 5:7            | ausgeschieden       | ausgeschieden | ausgeschieden                      | ausgeschieden    | ausgeschieden                   | ausgeschieden     | ausgeschieden            | ausgeschieden     | ausgeschieden           | ausgeschieden    | ausgeschieden |
| Mixed                               |            |                                   |                     |                     |               |                                    |                  |                                 |                   |                          |                   |                         |                  |               |
| Angelique Kerber Philipp Petzschner | Doppel     | –                                 | –                   | –                   | –             | Wiktoryja Asaranka/Maks Mirny      | 2:6, 2:6         | ausgeschieden                   | ausgeschieden     | ausgeschieden            | ausgeschieden     | ausgeschieden           | ausgeschieden    | ausgeschieden |
| Sabine Lisicki Christopher Kas      | Doppel     | –                                 | –                   | –                   | –             | Liezel Huber/Bob Bryan             | 7:5, 5:7, [10:5] | Roberta Vinci/Daniele Bracciali | 4:6, 7:62, [10:7] | Laura Robson/Andy Murray | 1:6, 7:67, [7:10] | Lisa Raymond/Mike Bryan | 3:6, 6:4, [4:10] | 4             |

### Tischtennis
| Athleten                                                           | Wettbewerb | 1. Runde   | 1. Runde | 2. Runde      | 2. Runde | 3. Runde              | 3. Runde | 4. Runde      | 4. Runde      | Viertelfinale | Viertelfinale | Halbfinale          | Halbfinale    | Finale           | Finale                | Rang   |
| Athleten                                                           | Wettbewerb | Gegner     | Ergebnis | Gegner        | Ergebnis | Gegner                | Ergebnis | Gegner        | Ergebnis      | Gegner        | Ergebnis      | Gegner              | Ergebnis      | Gegner           | Ergebnis              | Rang   |
| ------------------------------------------------------------------ | ---------- | ---------- | -------- | ------------- | -------- | --------------------- | -------- | ------------- | ------------- | ------------- | ------------- | ------------------- | ------------- | ---------------- | --------------------- | ------ |
| Frauen                                                             |            |            |          |               |          |                       |          |               |               |               |               |                     |               |                  |                       |        |
| Wu Jiaduo                                                          | Einzel     | Freilos    | Freilos  | Freilos       | Freilos  | Iveta Vacenovská      | 4:2      | Feng Tianwei  | 2:4           | ausgeschieden | ausgeschieden | ausgeschieden       | ausgeschieden | ausgeschieden    | ausgeschieden         | 9      |
| Kristin Silbereisen                                                | Einzel     | Freilos    | Freilos  | Joanna Parker | 4:1      | Wiktoryja Paulowitsch | 2:4      | ausgeschieden | ausgeschieden | ausgeschieden | ausgeschieden | ausgeschieden       | ausgeschieden | ausgeschieden    | ausgeschieden         | 17     |
| Wu Jiaduo Kristin Silbereisen Irene Ivancan Sabine Winter (Ersatz) | Mannschaft | Australien | 3:0      | –             | –        | –                     | –        | –             | –             | Japan         | 0:3           | ausgeschieden       | ausgeschieden | ausgeschieden    | ausgeschieden         | 5      |
| Männer                                                             |            |            |          |               |          |                       |          |               |               |               |               |                     |               |                  |                       |        |
| Timo Boll                                                          | Einzel     | Freilos    | Freilos  | Freilos       | Freilos  | Noshad Alamian        | 4:0      | Adrian Crișan | 1:4           | ausgeschieden | ausgeschieden | ausgeschieden       | ausgeschieden | ausgeschieden    | ausgeschieden         | 9      |
| Dimitrij Ovtcharov                                                 | Einzel     | Freilos    | Freilos  | Freilos       | Freilos  | Paul Drinkhall        | 4:0      | Chen Weixing  | 4:0           | Michael Maze  | 4:3           | Zhang Jike          | 1:4           | Chuang Chih-Yuan | Spiel um Platz 3: 4:2 | Bronze |
| Timo Boll Dimitrij Ovtcharov Bastian Steger Patrick Baum (Ersatz)  | Mannschaft | Schweden   | 3:1      | –             | –        | –                     | –        | –             | –             | Österreich    | 3:0           | Volksrepublik China | 1:3           | Hongkong         | Spiel um Platz 3: 3:1 | Bronze |

### Triathlon
| Athleten       | Wettbewerb | Zeit      | Rang |
| -------------- | ---------- | --------- | ---- |
| Frauen         |            |           |      |
| Anja Dittmer   | Einzel     | 2:01:38 h | 12   |
| Svenja Bazlen  | Einzel     | 2:04:11 h | 32   |
| Anne Haug      | Einzel     | 2:01:35 h | 11   |
| Männer         |            |           |      |
| Jan Frodeno    | Einzel     | 1:47:26 h | 6    |
| Steffen Justus | Einzel     | 1:49:12 h | 16   |
| Maik Petzold   | Einzel     | 1:50:23 h | 31   |

### Turnen

#### Gerätturnen
| Athleten                                                                  | Wettbewerb           | Qualifikation | Qualifikation | Finale        | Finale        | Rang   |
| Athleten                                                                  | Wettbewerb           | Punkte        | Rang          | Punkte        | Rang          | Rang   |
| ------------------------------------------------------------------------- | -------------------- | ------------- | ------------- | ------------- | ------------- | ------ |
| Frauen                                                                    |                      |               |               |               |               |        |
| Janine Berger                                                             | Boden                | 13,300        | 47            | ausgeschieden | ausgeschieden | 47     |
| Janine Berger                                                             | Stufenbarren         | 12,866        | 57            | ausgeschieden | ausgeschieden | 57     |
| Janine Berger                                                             | Sprung               | 14,483        | 6             | 15,016        | 4             | 4      |
| Kim Bui                                                                   | Boden                | 13,600        | 37            | ausgeschieden | ausgeschieden | 37     |
| Kim Bui                                                                   | Schwebebalken        | 12,433        | 56            | ausgeschieden | ausgeschieden | 56     |
| Kim Bui                                                                   | Stufenbarren         | 14,300        | 19            | ausgeschieden | ausgeschieden | 19     |
| Oksana Chusovitina                                                        | Schwebebalken        | 13,700        | 31            | ausgeschieden | ausgeschieden | 31     |
| Oksana Chusovitina                                                        | Sprung               | 14,808        | 4             | 14,783        | 5             | 5      |
| Nadine Jarosch                                                            | Boden                | 13,300        | 48            | ausgeschieden | ausgeschieden | 48     |
| Nadine Jarosch                                                            | Schwebebalken        | 12,933        | 50            | ausgeschieden | ausgeschieden | 50     |
| Nadine Jarosch                                                            | Stufenbarren         | 13,866        | 32            | ausgeschieden | ausgeschieden | 32     |
| Nadine Jarosch                                                            | Einzelmehrkampf      | 52,965        | 35            | ausgeschieden | ausgeschieden | 35     |
| Elisabeth Seitz                                                           | Boden                | 13,800        | 31            | ausgeschieden | ausgeschieden | 31     |
| Elisabeth Seitz                                                           | Schwebebalken        | 12,700        | 54            | ausgeschieden | ausgeschieden | 54     |
| Elisabeth Seitz                                                           | Stufenbarren         | 15,166        | 8             | 15,266        | 6             | 6      |
| Elisabeth Seitz                                                           | Einzelmehrkampf      | 56,466        | 14            | 57,365        | 10            | 10     |
| Elisabeth Seitz Nadine Jarosch Kim Bui Oksana Chusovitina Janine Berger   | Mannschaftsmehrkampf | 167,331       | 9             | ausgeschieden | ausgeschieden | 9      |
| Männer                                                                    |                      |               |               |               |               |        |
| Philipp Boy                                                               | Boden                | 14,766        | 26            | ausgeschieden | ausgeschieden | 26     |
| Philipp Boy                                                               | Pauschenpferd        | 14,333        | 21            | ausgeschieden | ausgeschieden | 21     |
| Philipp Boy                                                               | Ringe                | 14,166        | 47            | ausgeschieden | ausgeschieden | 47     |
| Philipp Boy                                                               | Barren               | 14,933        | 23            | ausgeschieden | ausgeschieden | 23     |
| Philipp Boy                                                               | Reck                 | 13,800        | 47            | ausgeschieden | ausgeschieden | 47     |
| Philipp Boy                                                               | Einzelmehrkampf      | 87,698        | 17            | ausgeschieden | ausgeschieden | 17     |
| Fabian Hambüchen                                                          | Boden                | 15,133        | 17            | ausgeschieden | ausgeschieden | 17     |
| Fabian Hambüchen                                                          | Pauschenpferd        | 14,100        | 28            | ausgeschieden | ausgeschieden | 28     |
| Fabian Hambüchen                                                          | Ringe                | 14,766        | 28            | ausgeschieden | ausgeschieden | 28     |
| Fabian Hambüchen                                                          | Barren               | 15,300        | 15            | ausgeschieden | ausgeschieden | 15     |
| Fabian Hambüchen                                                          | Reck                 | 15,633        | 4             | 16,400        | 2             | Silber |
| Fabian Hambüchen                                                          | Einzelmehrkampf      | 90,765        | 3             | 87,765        | 15            | 15     |
| Sebastian Krimmer                                                         | Pauschenpferd        | 14,833        | 11            | ausgeschieden | ausgeschieden | 11     |
| Sebastian Krimmer                                                         | Barren               | 14,633        | 36            | ausgeschieden | ausgeschieden | 36     |
| Sebastian Krimmer                                                         | Reck                 | 14,600        | 26            | ausgeschieden | ausgeschieden | 26     |
| Marcel Nguyen                                                             | Boden                | 15,433        | 7             | ausgeschieden | ausgeschieden | 7      |
| Marcel Nguyen                                                             | Pauschenpferd        | 13,900        | 33            | ausgeschieden | ausgeschieden | 33     |
| Marcel Nguyen                                                             | Ringe                | 15,100        | 13            | ausgeschieden | ausgeschieden | 13     |
| Marcel Nguyen                                                             | Barren               | 15,525        | 6             | 15,800        | 2             | Silber |
| Marcel Nguyen                                                             | Reck                 | 15,000        | 15            | ausgeschieden | ausgeschieden | 15     |
| Marcel Nguyen                                                             | Einzelmehrkampf      | 89,833        | 7             | 91,031        | 2             | Silber |
| Andreas Toba                                                              | Boden                | 13,133        | 65            | ausgeschieden | ausgeschieden | 65     |
| Andreas Toba                                                              | Ringe                | 14,900        | 21            | ausgeschieden | ausgeschieden | 21     |
| Philipp Boy Fabian Hambüchen Sebastian Krimmer Marcel Nguyen Andreas Toba | Mannschaftsmehrkampf | 270,888       | 4             | 268,019       | 7             | 7      |

#### Rhythmische Sportgymnastik
| Athletinnen                                                                          | Wettbewerb           | Qualifikation | Qualifikation | Finale        | Finale        | Rang |
| Athletinnen                                                                          | Wettbewerb           | Punkte        | Rang          | Punkte        | Rang          | Rang |
| ------------------------------------------------------------------------------------ | -------------------- | ------------- | ------------- | ------------- | ------------- | ---- |
| Frauen                                                                               |                      |               |               |               |               |      |
| Jana Berezko-Marggrander                                                             | Mehrkampf Einzel     | 105,100       | 17            | ausgeschieden | ausgeschieden | 17   |
| Mira Bimperling Cathrin Puhl Nicole Müller Camilla Pfeffer Sara Radman Judith Hauser | Mehrkampf Mannschaft | 49,650        | 10            | ausgeschieden | ausgeschieden | 10   |

Judith Hauser ersetzte kurz vor den Spielen die verletzte Regina Sergeeva.

#### Trampolinturnen
| Athleten       | Wettbewerb | Qualifikation | Qualifikation | Finale        | Finale        | Rang |
| Athleten       | Wettbewerb | Punkte        | Rang          | Punkte        | Rang          | Rang |
| -------------- | ---------- | ------------- | ------------- | ------------- | ------------- | ---- |
| Frauen         |            |               |               |               |               |      |
| Anna Dogonadze | Einzel     | 100,370       | 10            | ausgeschieden | ausgeschieden | 10   |
| Männer         |            |               |               |               |               |      |
| Henrik Stehlik | Einzel     | 106,065       | 9             | ausgeschieden | ausgeschieden | 9    |

### Volleyball
| Wettbewerb    | Männer |
| ------------- | --- |
| Athleten      | Simon Tischer Lukas Kampa Marcus Böhme Max Günthör Christian Dünnes Georg Grozer Jochen Schöps Björn Andrae Sebastian Schwarz Marcus Popp Denis Kaliberda Markus Steuerwald             |
| Trainer       | Vital Heynen |
| Gruppenphase  | Russland 0:3 (29:31, 18:25, 17:25) USA 0:3 (23:25, 16:25, 20:25) Serbien 3:2 (22:25, 27:29, 25:18, 25:20, 20:18) Tunesien 3:0 (25:15, 25:16, 25:16) Brasilien 0:3 (21:25, 22:25, 19:25) |
| Viertelfinale | Bulgarien 0:3 (20:25, 16:25, 14:25) |
| Halbfinale    | ausgeschieden |
| Finale        | ausgeschieden |
| Platzierung   | 5 |

### Wasserspringen
| Athleten                         | Wettbewerb            | Vorkampf | Vorkampf | Halbfinale    | Halbfinale    | Finale        | Finale        | Rang |
| Athleten                         | Wettbewerb            | Punkte   | Rang     | Punkte        | Rang          | Punkte        | Rang          | Rang |
| -------------------------------- | --------------------- | -------- | -------- | ------------- | ------------- | ------------- | ------------- | ---- |
| Frauen                           |                       |          |          |               |               |               |               |      |
| Katja Dieckow                    | Kunstspringen 3 m     | 303,90   | 15       | 312,50        | 16            | ausgeschieden | ausgeschieden | 16   |
| Nora Subschinski                 | Kunstspringen 3 m     | 311,70   | 12       | 313,20        | 14            | ausgeschieden | ausgeschieden | 14   |
| Maria Kurjo                      | Turmspringen 10 m     | 319,65   | 16       | 264,45        | 17            | ausgeschieden | ausgeschieden | 17   |
| Christin Steuer                  | Turmspringen 10 m     | 341,75   | 3        | 339,90        | 7             | 351,35        | 7             | 7    |
| Nora Subschinski Christin Steuer | Synchronspringen 10 m | –        | –        | –             | –             | 312,78        | 6             | 6    |
| Männer                           |                       |          |          |               |               |               |               |      |
| Patrick Hausding                 | Kunstspringen 3 m     | 477,15   | 4        | 485,55        | 6             | 505,55        | 4             | 4    |
| Stephan Feck                     | Kunstspringen 3 m     | 133,80   | 29       | ausgeschieden | ausgeschieden | ausgeschieden | ausgeschieden | 29   |
| Sascha Klein                     | Turmspringen 10 m     | 525,05   | 3        | 503,75        | 8             | 496,30        | 10            | 10   |
| Martin Wolfram                   | Turmspringen 10 m     | 496,80   | 4        | 519,00        | 5             | 506,65        | 8             | 8    |
| Sascha Klein Patrick Hausding    | Synchronspringen 10 m | –        | –        | –             | –             | 446,07        | 7             | 7    |

## Einkleidung

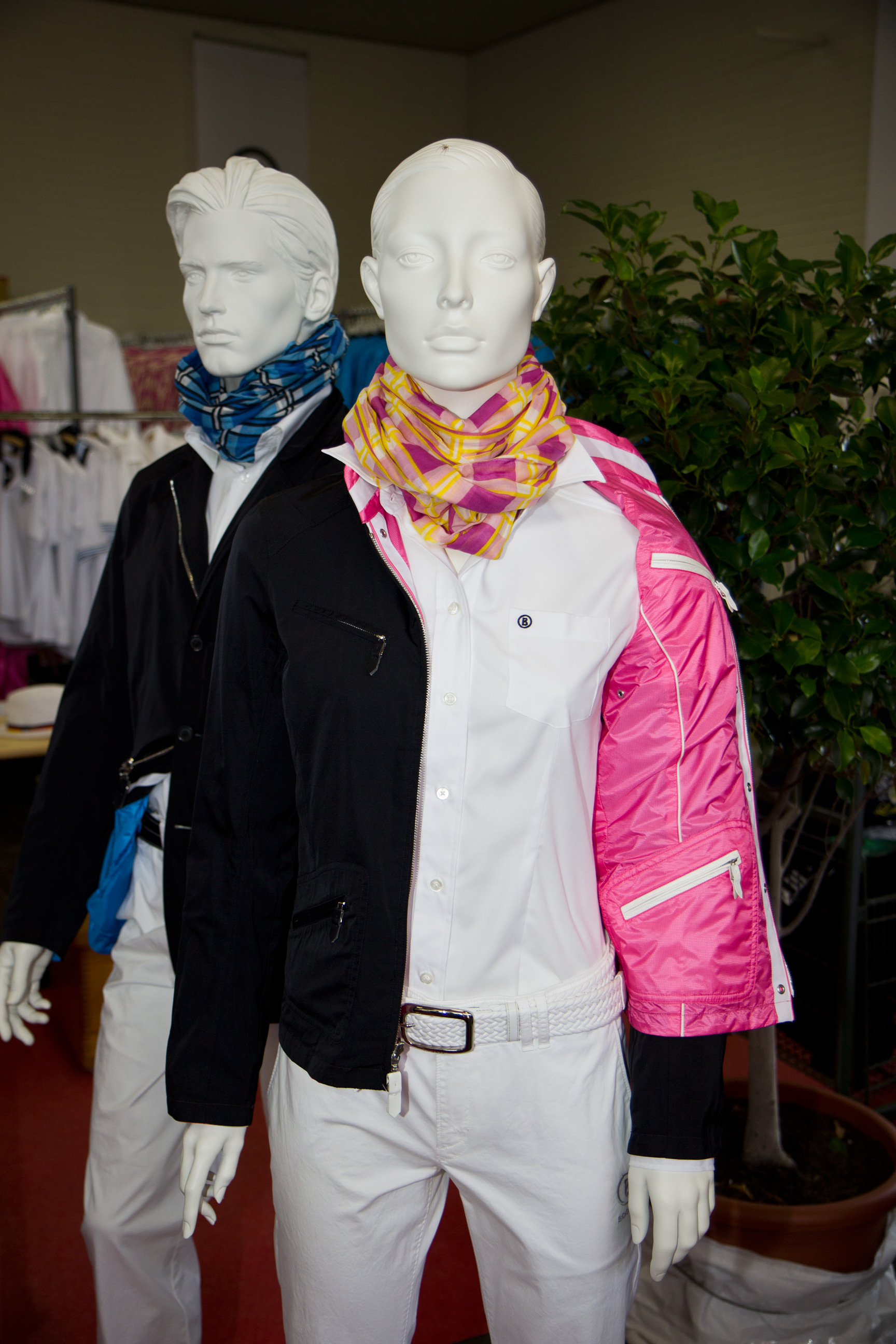
Einmarschkleidung/Wendejacke (Bogner)

Ende Juni bis Anfang Juli fand in Mainz (Kurmainz-Kaserne) die Einkleidung der deutschen Olympiamannschaft statt. Hauptsponsoren der Einkleidung waren Adidas, Bogner und Sioux. Sportler und begleitende Funktionäre erhielten über 50 Ausrüstungsgegenstände von der Einmarschkleidung, Jacken, Hosen, Gürtel, Mützen, Schuhe, Taschen, Hygieneartikel, elektrische Zahnbürsten bis zu Duschgel. Die Gegenstände wurden direkt von der Einkleidung nach London verschickt.